# Andesiana
Andesiana Gentili, 1989 è un genere di lepidotteri diffuso in America meridionale con tre sole specie. È l'unico rappresentante della famiglia Andesianidae Davis & Gentili, 2003 e della superfamiglia Andesianoidea Davis & Gentili, 2003.

## Etimologia
Il nome del taxon deriva dalla cordigliera delle Ande, in spagnolo Cordillera de los Andes, su cui sono state ritrovate queste specie.

## Descrizione
Si tratta di falene alquanto primitive, apparentemente simili ai Cossidae, con nervatura alare di tipo eteroneuro e apparato riproduttore femminile provvisto di un'unica apertura, funzionale sia all'accoppiamento, sia all'ovodeposizione; per quest'ultima caratteristica anatomica, in passato venivano collocate all'interno della divisione Monotrysia, oggi considerata obsoleta in quanto rivelatasi polifiletica.
I principali caratteri autapomorfici sono due: 1) il secondo articolo allungato nei palpi labiali; 2) la presenza, nel maschio, di una sorta di tasca tibiale, in associazione con un ciuffo di peli femorali.

### Adulto

#### Capo
Fronte e vertice sono ricoperti da fitte scaglie piliformi, che in corrispondenza di quest'ultimo si sollevano a formare una sorta di cresta. I chaetosemata sono assenti. Gli occhi sono grandi e gli ocelli laterali sono assenti.
Le antenne sono lunghe circa la metà dell'ala anteriore in entrambi i sessi, con 66-93 antennomeri nei maschi e 64-88 nelle femmine; sono dimorfiche (bipettinate nel maschio e filiformi nella femmina), caratteristica che rappresenta un'anomalia all'interno degli Heteroneura non Ditrysia, e presente solo nei maschi di alcuni Incurvariidae, come ad esempio Incurvaria masculella; tuttavia, nel caso di Andesiana, il carattere risulta più pronunciato, con ramificazioni laterali che raggiungono 4,5-5 volte la lunghezza dell'antennomero. Lo scapo è cupoliforme, rivestito di scaglie bianche e privo di pecten. Lo sclerite intercalare appare grosso modo triangolare. Il pedicello assume la forma di un cilindro lievemente globulare, mentre i flagellomeri sono cilindrici, ciascuno con due rami laterali nel maschio; i rami sono collocati ventralmente, in vicinanza dell'estremità prossimale dell'articolo. Si nota anche la presenza di un'area rigonfia, opposta rispetto al punto di inserzione dei rami, ricca di sensillae. Il tentorio è dotato di branche anteriori ben sviluppate.
Il labrum è fortemente ridotto a formare un largo sclerite triangolare. I pilifer sono indistinguibili. Le mandibole sono vestigiali e membranose. L'haustellum è molto ridotto e grosso modo lungo quanto il primo segmento dei palpi labiali. I palpi mascellari sono ben sviluppati e costituiti da cinque segmenti, con rapporti di lunghezza tra loro, a partire dalla base, di circa 1 : 1 : 1,6 : 2,5 : 0,5; i palpi labiali sono invece trisegmentati, con rapporti di lunghezza, a partire dalla base, di circa 1 : 3,5 : 1,08 nel maschio, e circa 1 : 6,3 : 1,2 nella femmina; il segmento distale termina con una fossetta sensoriale: l'organo di Vom Rath, spesso osservabile rovesciato verso l'esterno negli esemplari conservati, che può occupare al massimo la metà della lunghezza del segmento stesso.

#### Torace
L'ala anteriore risulta quasi rettangolare (rapporto lunghezza/ampiezza = 2,5), mentre la posteriore appare più squadrata (rapporto = circa 2). I microtrichi sono presenti quasi esclusivamente nella regione anale dell'ala anteriore. L'accoppiamento alare è di tipo frenato: nel maschio il retinaculum è costituito da un'ampia plica triangolare subcostale, con un apice munito di scaglie fitte, in cui si inserisce un singolo frenulum robusto. Il frenulum della femmina è invece costituito da cinque o sei setole che partono, in serie separate, dal margine costale dell'ala posteriore, in modo affine a quanto osservabile ad esempio nei Palaephatidae.
Nell'ala anteriore, il sistema radiale ha cinque ramificazioni, con R che parte dal terzo basale della cellula discale e i rami terminali che si originano dall'areola (cellula accessoria). La presenza di Rs ramificato nell'ala posteriore della femmina di A. lamellata potrebbe indicare, per gli Andesianidae, una collocazione filogenetica basale rispetto ai Nepticuloidea; tuttavia, la struttura del meccanismo di appaiamento alare li posizionerebbe evolutivamente più avanti. Tale biforcazione del settore radiale in Rs1 ed Rs2, in prossimità dell'apice della cellula discale, è una peculiarità all'interno degli Heteroneura, in cui di regola Rs non è mai biforcato. Va aggiunto tuttavia che non sono disponibili esemplari femminili di A. brunnea e A. similis, per effettuare raffronti.
Va ricordato che la presenza di ramificazioni di Rs negli Heteroneura più evoluti è presumibilmente da considerarsi un carattere evolutivo secondario, privo di rilevanza filogenetica.
Nel maschio di A. lamellata e A. similis è presente un organo androconiale alquanto elaborato, rappresentato da una struttura allungata, a sua volta costituita da numerose setae filamentose; esso parte dal femore, in posizione subapicale, e si estende per uno o due terzi della lunghezza della tibia. Non sono disponibili esemplari maschili di A. brunnea.
L'apertura alare può variare dai 27,3 a 45 mm nei maschi, e da 47,4 a 61 mm nelle femmine, facendo delle Andesiana probabilmente le più grandi falene note tra le specie non appartenenti ai Ditrysia.
Le zampe sono allungate, con epifisi appiattita e lunga circa la metà della tibia; gli speroni tibiali hanno formula 0-2-4, sono asimmetrici, cilindrici ma con apice acuto, e rivestiti da corti peli. Nel maschio, le tibie delle zampe posteriori sono provviste di una sacca rovesciabile, che a riposo ospita l'estremità di un fascio di peli che partono dalla superficie interna del femore. Il tarso e la metà apicale della tibia rivelano una grande quantità di spine disposte lungo la superficie ventrale. La struttura del pretarso è quella tipica della maggior parte delle famiglie di lepidotteri: le unghie sono allungate e decisamente uncinate, mentre arolio e pseudempodio sono ben sviluppati; i pulvilli sono triangolari, alquanto ricchi di setole, e più corti delle unghie.
Il protorace è munito di uno sclerite laterale ricurvo, affine a quello riscontrabile in Crinopteryx familiella. Il metafurcasternum è munito di ampie e affusolate braccia furcali.

#### Addome
Il primo sternite addominale è assente. Il secondo sternite è suddiviso in due sezioni, definite S2a ed S2, e presenta un paio di fenestrae ovali, simili a quelle osservabili nei Micropterigidae. Il margine caudale di S2a è a forma di "U". Una connessione tergosternale è presente posteriormente rispetto al primo stigma addominale. I coremata sono assenti nel maschio. L'ottavo spiracolo è ben sviluppato e funzionante nella femmina, ma vestigiale nel maschio.
Nell'apparato genitale maschile, a livello del nono urite, il vinculum è lungo, ampio e squadrato, simile a quello di molte specie di Adeloidea e Nepticulidae, mentre il tegumen risulta nettamente più stretto; la metà anteriore del vinculum appare svasata, con un margine che può essere sinuoso oppure concavo; gli angoli laterali del tegumen rivelano coppie di processi laterali più o meno sviluppati; il decimo tergite (uncus) è grosso modo triangolare e fuso con il tegumen, benché la sutura tra i due sia ancora alquanto distinguibile; l'apice dell'uncus è acuminato, lievemente ricurvo ventralmente e munito di una doppia fila di tozze spine; lo gnathos è assente; i socii sono ridotti a piccole protuberanze membranose, poste latero-ventralmente rispetto al tegumen; si osserva nella valva uno sviluppato lobo sacciforme, che regge un'appendice setosa subapicale all'interno di una cavità non molto profonda, la juxta è scutiforme e squadrata, simile a quella degli Adeloidea, laddove invece risulta molto ridotta o addirittura assente in diversi Nepticuloidea, Tischerioidea e Palaephatoidea; l'estremità distale della juxta risulta ventralmente connessa con l'edeago tramite una membrana ad anello; l'anellus mostra un paio di aree latero-dorsali, dense di piccole spine; l'edeago è relativamente corto e tozzo, lungo tanto quanto la valva; il coecum penis è poco sviluppato (nient'altro che un semplice svasamento basale, osservabile solo in A. brunnea); i cornuti della vesica possono essere disposti in ordine sparso, oppure lungo due file longitudinali.
Il genitale femminile non assomiglia a quello di alcuna famiglia di Heteroneura non Ditrysia. L'ovopositore è breve e di tipo non perforante, a differenza di quanto riscontrabile negli altri Incurvariina, e risulta in gran parte incluso all'interno dell'VIII segmento addominale; ano e ovidotto convergono a formare una breve cloaca, affine a quella osservabile nei Trichoptera, che si apre a livello del X segmento addominale; il IX e il X segmento sono fusi tra loro a costituire un paio di piccole papille anali (qui più sviluppate che nei Palaephatidae), site posteriormente all'apertura della cloaca; nel corpus bursae mancano completamente i signa. Va detto che la cloaca è al contrario assente nei Palaephatidae, laddove ano e oviporo sono ben distinti; in Andesiana, nel punto di convergenza tra rectum e vagina, si nota una coppia di apodemi a struttura tendinea, caratteristica riconducibile a quanto si osserva negli Adelidae. Le apofisi posteriori sono sottili e più o meno della lunghezza dell'ottavo segmento, mentre quelle anteriori, che partono dall'ottavo sternite, sono circa una volta e mezza più lunghe delle posteriori.

### Uovo
Dati non disponibili.

### Larva
Dati non disponibili.

### Pupa
Dati non disponibili.

## Biologia

### Ciclo biologico
La biologia di queste specie è ancora sconosciuta, ma per analogia con le famiglie considerate più affini, si ipotizza che le larve possano essere minatrici fogliari.
L'adulto è attirato dalla luce ultravioletta.

### Periodo di volo
Gli adulti di A. lamellata sono stati visti volare tra la primavera e l'inizio dell'estate, ed in particolare tra il tardo settembre e la metà di gennaio, con isolati rinvenimenti a febbraio e aprile.

### Alimentazione
Non si è ancora in possesso di dati riguardo alle piante ospiti di questo genere; il solo dato certo è che gli adulti sono stati campionati in foreste caratterizzate dalla presenza di Nothofagus pumilio e Nothofagus antarctica (Nothofagaceae), per quanto riguarda A. lamellata, e dalla presenza di Nothofagus dombeyi e Chusquea culeou (Poaceae) nel caso di A. similis.

## Distribuzione e habitat

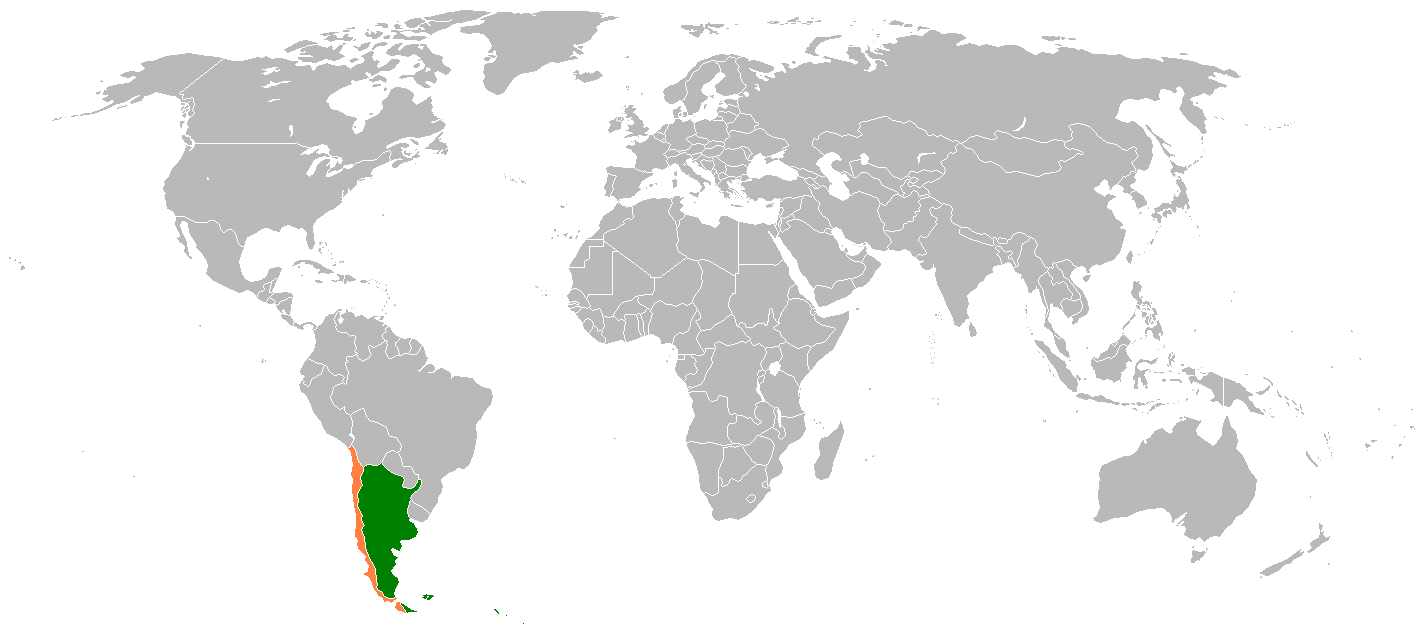
Cile e Argentina

Le tre specie note sono diffuse esclusivamente in America meridionale, ed in particolare nel tratto meridionale di cordigliera delle Ande compreso tra il Cile e l'Argentina. La specie più comune è A. lamellata, diffusa in Cile nelle province di Malleco e Valdivia e in Argentina nelle province di Neuquén e Río Negro, a latitudini comprese tra 38°40' e 42°S e a quote altimetriche comprese tra 100 e 1.750 m s.l.m.. A. similis è stata rinvenuta solo nella provincia di Neuquén, intorno ad una latitudine di 40°S e a quote comprese tra 640 e 950 m s.l.m. L'unico esemplare di A. brunnea è infine stato rinvenuto sul lago Nahuel Huapi, sempre nella provincia di Neuquén.
L'habitat è costituito da foreste contraddistinte dalla presenza di specie di Nothofagus (Nothofagaceae), con un sottobosco ricco in Chusquea culeou (Poaceae).

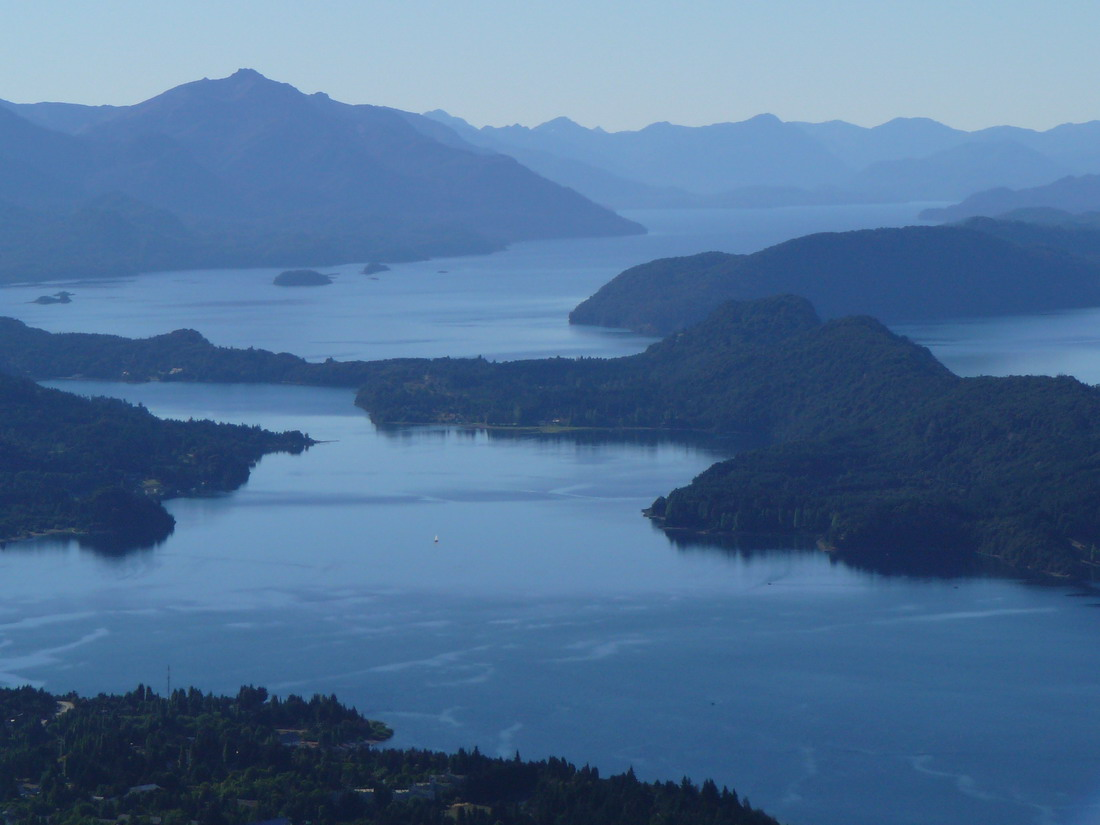
Il lago Nahuel Huapi in Argentina

## Tassonomia
Inizialmente il genere fu inserito nella famiglia Cossidae da Patricia Gentili nel 1989, viste le similitudini morfologiche riscontrate in un primo tempo; in seguito, la stessa Gentili, assieme a Donald R. Davis, decise di creare una famiglia a sé stante per questo taxon; non sono ancora stati tuttavia compresi appieno i rapporti filogenetici che intercorrono tra gli Andesianidae e gli altri gruppi di Heteroneura non-Ditrysia. L'alta concentrazione di setole frenulari, solo presso la base dell'ala posteriore della femmina, potrebbe stare ad indicare una posizione filogenetica degli Andesianidae successiva rispetto ai Nepticuloidea, sebbene nelle femmine di questi ultimi la presenza di ampie zone munite di setole potrebbe rappresentare in realtà un carattere derivato in un secondo tempo.
Si è deciso in questa sede di seguire l'impostazione sistematica proposta da Van Nieukerken et al. (2011).

### Specie
Il genere si compone di tre sole specie (dato aggiornato al 23 dicembre 2011), a diffusione esclusivamente neotropicale;
- Andesiana brunnea Gentili, 1989 - Revta Soc. ent. argent. 45(1-4): 21 - Endemismo dell'Argentina[1]
- Andesiana lamellata Gentili, 1989 - Revta Soc. ent. argent. 45(1-4): 21 - Cile e Argentina[1] (specie tipo)
- Andesiana similis Gentili, 1989 - Revta Soc. ent. argent. 45(1-4): 21 - Endemismo dell'Argentina[1]

### Sinonimi
Non sono stati riportati sinonimi.

## Filogenesi
È mostrato di seguito un albero filogenetico ricavato dal lavoro di Van Nieukerken et al. (2011).
|  | Aglossata (Agathiphagidae)    |
|  |                               |
|  | Zeugloptera (Micropterigidae) |
|  |                               |

|  | Mnesarchaeoidea (Mnesarchaeidae) |
|  |                                  |
|  | Hepialoidea (5 famiglie)         |
|  |                                  |

|  | Adeloidea (5 famiglie)       |
|  |                              |
|  | Andesianoidea (Andesianidae) |
|  |                              |

|  | Palaephatoidea (Palaephatidae) |
|  |                                |
|  | Tischerioidea (Tischeriidae)   |
|  |                                |

|  | Adeloidea (5 famiglie)       |
|  |                              |
|  | Andesianoidea (Andesianidae) |
|  |                              |

|  | Palaephatoidea (Palaephatidae) |
|  |                                |
|  | Tischerioidea (Tischeriidae)   |
|  |                                |

|  | Adeloidea (5 famiglie)       |
|  |                              |
|  | Andesianoidea (Andesianidae) |
|  |                              |

|  | Palaephatoidea (Palaephatidae) |
|  |                                |
|  | Tischerioidea (Tischeriidae)   |
|  |                                |

|  | Adeloidea (5 famiglie)       |
|  |                              |
|  | Andesianoidea (Andesianidae) |
|  |                              |

|  | Palaephatoidea (Palaephatidae) |
|  |                                |
|  | Tischerioidea (Tischeriidae)   |
|  |                                |

|  | Mnesarchaeoidea (Mnesarchaeidae) |
|  |                                  |
|  | Hepialoidea (5 famiglie)         |
|  |                                  |

|  | Adeloidea (5 famiglie)       |
|  |                              |
|  | Andesianoidea (Andesianidae) |
|  |                              |

|  | Palaephatoidea (Palaephatidae) |
|  |                                |
|  | Tischerioidea (Tischeriidae)   |
|  |                                |

|  | Adeloidea (5 famiglie)       |
|  |                              |
|  | Andesianoidea (Andesianidae) |
|  |                              |

|  | Palaephatoidea (Palaephatidae) |
|  |                                |
|  | Tischerioidea (Tischeriidae)   |
|  |                                |

|  | Adeloidea (5 famiglie)       |
|  |                              |
|  | Andesianoidea (Andesianidae) |
|  |                              |

|  | Palaephatoidea (Palaephatidae) |
|  |                                |
|  | Tischerioidea (Tischeriidae)   |
|  |                                |

|  | Adeloidea (5 famiglie)       |
|  |                              |
|  | Andesianoidea (Andesianidae) |
|  |                              |

|  | Palaephatoidea (Palaephatidae) |
|  |                                |
|  | Tischerioidea (Tischeriidae)   |
|  |                                |

|  | Mnesarchaeoidea (Mnesarchaeidae) |
|  |                                  |
|  | Hepialoidea (5 famiglie)         |
|  |                                  |

|  | Adeloidea (5 famiglie)       |
|  |                              |
|  | Andesianoidea (Andesianidae) |
|  |                              |

|  | Palaephatoidea (Palaephatidae) |
|  |                                |
|  | Tischerioidea (Tischeriidae)   |
|  |                                |

|  | Adeloidea (5 famiglie)       |
|  |                              |
|  | Andesianoidea (Andesianidae) |
|  |                              |

|  | Palaephatoidea (Palaephatidae) |
|  |                                |
|  | Tischerioidea (Tischeriidae)   |
|  |                                |

|  | Adeloidea (5 famiglie)       |
|  |                              |
|  | Andesianoidea (Andesianidae) |
|  |                              |

|  | Palaephatoidea (Palaephatidae) |
|  |                                |
|  | Tischerioidea (Tischeriidae)   |
|  |                                |

|  | Adeloidea (5 famiglie)       |
|  |                              |
|  | Andesianoidea (Andesianidae) |
|  |                              |

|  | Palaephatoidea (Palaephatidae) |
|  |                                |
|  | Tischerioidea (Tischeriidae)   |
|  |                                |

|  | Mnesarchaeoidea (Mnesarchaeidae) |
|  |                                  |
|  | Hepialoidea (5 famiglie)         |
|  |                                  |

|  | Adeloidea (5 famiglie)       |
|  |                              |
|  | Andesianoidea (Andesianidae) |
|  |                              |

|  | Palaephatoidea (Palaephatidae) |
|  |                                |
|  | Tischerioidea (Tischeriidae)   |
|  |                                |

|  | Adeloidea (5 famiglie)       |
|  |                              |
|  | Andesianoidea (Andesianidae) |
|  |                              |

|  | Palaephatoidea (Palaephatidae) |
|  |                                |
|  | Tischerioidea (Tischeriidae)   |
|  |                                |

|  | Adeloidea (5 famiglie)       |
|  |                              |
|  | Andesianoidea (Andesianidae) |
|  |                              |

|  | Palaephatoidea (Palaephatidae) |
|  |                                |
|  | Tischerioidea (Tischeriidae)   |
|  |                                |

|  | Adeloidea (5 famiglie)       |
|  |                              |
|  | Andesianoidea (Andesianidae) |
|  |                              |

|  | Palaephatoidea (Palaephatidae) |
|  |                                |
|  | Tischerioidea (Tischeriidae)   |
|  |                                |

|  | Mnesarchaeoidea (Mnesarchaeidae) |
|  |                                  |
|  | Hepialoidea (5 famiglie)         |
|  |                                  |

|  | Adeloidea (5 famiglie)       |
|  |                              |
|  | Andesianoidea (Andesianidae) |
|  |                              |

|  | Palaephatoidea (Palaephatidae) |
|  |                                |
|  | Tischerioidea (Tischeriidae)   |
|  |                                |

|  | Adeloidea (5 famiglie)       |
|  |                              |
|  | Andesianoidea (Andesianidae) |
|  |                              |

|  | Palaephatoidea (Palaephatidae) |
|  |                                |
|  | Tischerioidea (Tischeriidae)   |
|  |                                |

|  | Adeloidea (5 famiglie)       |
|  |                              |
|  | Andesianoidea (Andesianidae) |
|  |                              |

|  | Palaephatoidea (Palaephatidae) |
|  |                                |
|  | Tischerioidea (Tischeriidae)   |
|  |                                |

|  | Adeloidea (5 famiglie)       |
|  |                              |
|  | Andesianoidea (Andesianidae) |
|  |                              |

|  | Palaephatoidea (Palaephatidae) |
|  |                                |
|  | Tischerioidea (Tischeriidae)   |
|  |                                |

|  | Mnesarchaeoidea (Mnesarchaeidae) |
|  |                                  |
|  | Hepialoidea (5 famiglie)         |
|  |                                  |

|  | Adeloidea (5 famiglie)       |
|  |                              |
|  | Andesianoidea (Andesianidae) |
|  |                              |

|  | Palaephatoidea (Palaephatidae) |
|  |                                |
|  | Tischerioidea (Tischeriidae)   |
|  |                                |

|  | Adeloidea (5 famiglie)       |
|  |                              |
|  | Andesianoidea (Andesianidae) |
|  |                              |

|  | Palaephatoidea (Palaephatidae) |
|  |                                |
|  | Tischerioidea (Tischeriidae)   |
|  |                                |

|  | Adeloidea (5 famiglie)       |
|  |                              |
|  | Andesianoidea (Andesianidae) |
|  |                              |

|  | Palaephatoidea (Palaephatidae) |
|  |                                |
|  | Tischerioidea (Tischeriidae)   |
|  |                                |

|  | Adeloidea (5 famiglie)       |
|  |                              |
|  | Andesianoidea (Andesianidae) |
|  |                              |

|  | Palaephatoidea (Palaephatidae) |
|  |                                |
|  | Tischerioidea (Tischeriidae)   |
|  |                                |

|  | Mnesarchaeoidea (Mnesarchaeidae) |
|  |                                  |
|  | Hepialoidea (5 famiglie)         |
|  |                                  |

|  | Adeloidea (5 famiglie)       |
|  |                              |
|  | Andesianoidea (Andesianidae) |
|  |                              |

|  | Palaephatoidea (Palaephatidae) |
|  |                                |
|  | Tischerioidea (Tischeriidae)   |
|  |                                |

|  | Adeloidea (5 famiglie)       |
|  |                              |
|  | Andesianoidea (Andesianidae) |
|  |                              |

|  | Palaephatoidea (Palaephatidae) |
|  |                                |
|  | Tischerioidea (Tischeriidae)   |
|  |                                |

|  | Adeloidea (5 famiglie)       |
|  |                              |
|  | Andesianoidea (Andesianidae) |
|  |                              |

|  | Palaephatoidea (Palaephatidae) |
|  |                                |
|  | Tischerioidea (Tischeriidae)   |
|  |                                |

|  | Adeloidea (5 famiglie)       |
|  |                              |
|  | Andesianoidea (Andesianidae) |
|  |                              |

|  | Palaephatoidea (Palaephatidae) |
|  |                                |
|  | Tischerioidea (Tischeriidae)   |
|  |                                |

|  | Mnesarchaeoidea (Mnesarchaeidae) |
|  |                                  |
|  | Hepialoidea (5 famiglie)         |
|  |                                  |

|  | Adeloidea (5 famiglie)       |
|  |                              |
|  | Andesianoidea (Andesianidae) |
|  |                              |

|  | Palaephatoidea (Palaephatidae) |
|  |                                |
|  | Tischerioidea (Tischeriidae)   |
|  |                                |

|  | Adeloidea (5 famiglie)       |
|  |                              |
|  | Andesianoidea (Andesianidae) |
|  |                              |

|  | Palaephatoidea (Palaephatidae) |
|  |                                |
|  | Tischerioidea (Tischeriidae)   |
|  |                                |

|  | Adeloidea (5 famiglie)       |
|  |                              |
|  | Andesianoidea (Andesianidae) |
|  |                              |

|  | Palaephatoidea (Palaephatidae) |
|  |                                |
|  | Tischerioidea (Tischeriidae)   |
|  |                                |

|  | Adeloidea (5 famiglie)       |
|  |                              |
|  | Andesianoidea (Andesianidae) |
|  |                              |

|  | Palaephatoidea (Palaephatidae) |
|  |                                |
|  | Tischerioidea (Tischeriidae)   |
|  |                                |

|  | Mnesarchaeoidea (Mnesarchaeidae) |
|  |                                  |
|  | Hepialoidea (5 famiglie)         |
|  |                                  |

|  | Adeloidea (5 famiglie)       |
|  |                              |
|  | Andesianoidea (Andesianidae) |
|  |                              |

|  | Palaephatoidea (Palaephatidae) |
|  |                                |
|  | Tischerioidea (Tischeriidae)   |
|  |                                |

|  | Adeloidea (5 famiglie)       |
|  |                              |
|  | Andesianoidea (Andesianidae) |
|  |                              |

|  | Palaephatoidea (Palaephatidae) |
|  |                                |
|  | Tischerioidea (Tischeriidae)   |
|  |                                |

|  | Adeloidea (5 famiglie)       |
|  |                              |
|  | Andesianoidea (Andesianidae) |
|  |                              |

|  | Palaephatoidea (Palaephatidae) |
|  |                                |
|  | Tischerioidea (Tischeriidae)   |
|  |                                |

|  | Adeloidea (5 famiglie)       |
|  |                              |
|  | Andesianoidea (Andesianidae) |
|  |                              |

|  | Palaephatoidea (Palaephatidae) |
|  |                                |
|  | Tischerioidea (Tischeriidae)   |
|  |                                |

|  | Mnesarchaeoidea (Mnesarchaeidae) |
|  |                                  |
|  | Hepialoidea (5 famiglie)         |
|  |                                  |

|  | Adeloidea (5 famiglie)       |
|  |                              |
|  | Andesianoidea (Andesianidae) |
|  |                              |

|  | Palaephatoidea (Palaephatidae) |
|  |                                |
|  | Tischerioidea (Tischeriidae)   |
|  |                                |

|  | Adeloidea (5 famiglie)       |
|  |                              |
|  | Andesianoidea (Andesianidae) |
|  |                              |

|  | Palaephatoidea (Palaephatidae) |
|  |                                |
|  | Tischerioidea (Tischeriidae)   |
|  |                                |

|  | Adeloidea (5 famiglie)       |
|  |                              |
|  | Andesianoidea (Andesianidae) |
|  |                              |

|  | Palaephatoidea (Palaephatidae) |
|  |                                |
|  | Tischerioidea (Tischeriidae)   |
|  |                                |

|  | Adeloidea (5 famiglie)       |
|  |                              |
|  | Andesianoidea (Andesianidae) |
|  |                              |

|  | Palaephatoidea (Palaephatidae) |
|  |                                |
|  | Tischerioidea (Tischeriidae)   |
|  |                                |

|  | Mnesarchaeoidea (Mnesarchaeidae) |
|  |                                  |
|  | Hepialoidea (5 famiglie)         |
|  |                                  |

|  | Adeloidea (5 famiglie)       |
|  |                              |
|  | Andesianoidea (Andesianidae) |
|  |                              |

|  | Palaephatoidea (Palaephatidae) |
|  |                                |
|  | Tischerioidea (Tischeriidae)   |
|  |                                |

|  | Adeloidea (5 famiglie)       |
|  |                              |
|  | Andesianoidea (Andesianidae) |
|  |                              |

|  | Palaephatoidea (Palaephatidae) |
|  |                                |
|  | Tischerioidea (Tischeriidae)   |
|  |                                |

|  | Adeloidea (5 famiglie)       |
|  |                              |
|  | Andesianoidea (Andesianidae) |
|  |                              |

|  | Palaephatoidea (Palaephatidae) |
|  |                                |
|  | Tischerioidea (Tischeriidae)   |
|  |                                |

|  | Adeloidea (5 famiglie)       |
|  |                              |
|  | Andesianoidea (Andesianidae) |
|  |                              |

|  | Palaephatoidea (Palaephatidae) |
|  |                                |
|  | Tischerioidea (Tischeriidae)   |
|  |                                |

|  | Mnesarchaeoidea (Mnesarchaeidae) |
|  |                                  |
|  | Hepialoidea (5 famiglie)         |
|  |                                  |

|  | Adeloidea (5 famiglie)       |
|  |                              |
|  | Andesianoidea (Andesianidae) |
|  |                              |

|  | Palaephatoidea (Palaephatidae) |
|  |                                |
|  | Tischerioidea (Tischeriidae)   |
|  |                                |

|  | Adeloidea (5 famiglie)       |
|  |                              |
|  | Andesianoidea (Andesianidae) |
|  |                              |

|  | Palaephatoidea (Palaephatidae) |
|  |                                |
|  | Tischerioidea (Tischeriidae)   |
|  |                                |

|  | Adeloidea (5 famiglie)       |
|  |                              |
|  | Andesianoidea (Andesianidae) |
|  |                              |

|  | Palaephatoidea (Palaephatidae) |
|  |                                |
|  | Tischerioidea (Tischeriidae)   |
|  |                                |

|  | Adeloidea (5 famiglie)       |
|  |                              |
|  | Andesianoidea (Andesianidae) |
|  |                              |

|  | Palaephatoidea (Palaephatidae) |
|  |                                |
|  | Tischerioidea (Tischeriidae)   |
|  |                                |

|  | Mnesarchaeoidea (Mnesarchaeidae) |
|  |                                  |
|  | Hepialoidea (5 famiglie)         |
|  |                                  |

|  | Adeloidea (5 famiglie)       |
|  |                              |
|  | Andesianoidea (Andesianidae) |
|  |                              |

|  | Palaephatoidea (Palaephatidae) |
|  |                                |
|  | Tischerioidea (Tischeriidae)   |
|  |                                |

|  | Adeloidea (5 famiglie)       |
|  |                              |
|  | Andesianoidea (Andesianidae) |
|  |                              |

|  | Palaephatoidea (Palaephatidae) |
|  |                                |
|  | Tischerioidea (Tischeriidae)   |
|  |                                |

|  | Adeloidea (5 famiglie)       |
|  |                              |
|  | Andesianoidea (Andesianidae) |
|  |                              |

|  | Palaephatoidea (Palaephatidae) |
|  |                                |
|  | Tischerioidea (Tischeriidae)   |
|  |                                |

|  | Adeloidea (5 famiglie)       |
|  |                              |
|  | Andesianoidea (Andesianidae) |
|  |                              |

|  | Palaephatoidea (Palaephatidae) |
|  |                                |
|  | Tischerioidea (Tischeriidae)   |
|  |                                |

|  | Mnesarchaeoidea (Mnesarchaeidae) |
|  |                                  |
|  | Hepialoidea (5 famiglie)         |
|  |                                  |

|  | Adeloidea (5 famiglie)       |
|  |                              |
|  | Andesianoidea (Andesianidae) |
|  |                              |

|  | Palaephatoidea (Palaephatidae) |
|  |                                |
|  | Tischerioidea (Tischeriidae)   |
|  |                                |

|  | Adeloidea (5 famiglie)       |
|  |                              |
|  | Andesianoidea (Andesianidae) |
|  |                              |

|  | Palaephatoidea (Palaephatidae) |
|  |                                |
|  | Tischerioidea (Tischeriidae)   |
|  |                                |

|  | Adeloidea (5 famiglie)       |
|  |                              |
|  | Andesianoidea (Andesianidae) |
|  |                              |

|  | Palaephatoidea (Palaephatidae) |
|  |                                |
|  | Tischerioidea (Tischeriidae)   |
|  |                                |

|  | Adeloidea (5 famiglie)       |
|  |                              |
|  | Andesianoidea (Andesianidae) |
|  |                              |

|  | Palaephatoidea (Palaephatidae) |
|  |                                |
|  | Tischerioidea (Tischeriidae)   |
|  |                                |

|  | Mnesarchaeoidea (Mnesarchaeidae) |
|  |                                  |
|  | Hepialoidea (5 famiglie)         |
|  |                                  |

|  | Adeloidea (5 famiglie)       |
|  |                              |
|  | Andesianoidea (Andesianidae) |
|  |                              |

|  | Palaephatoidea (Palaephatidae) |
|  |                                |
|  | Tischerioidea (Tischeriidae)   |
|  |                                |

|  | Adeloidea (5 famiglie)       |
|  |                              |
|  | Andesianoidea (Andesianidae) |
|  |                              |

|  | Palaephatoidea (Palaephatidae) |
|  |                                |
|  | Tischerioidea (Tischeriidae)   |
|  |                                |

|  | Adeloidea (5 famiglie)       |
|  |                              |
|  | Andesianoidea (Andesianidae) |
|  |                              |

|  | Palaephatoidea (Palaephatidae) |
|  |                                |
|  | Tischerioidea (Tischeriidae)   |
|  |                                |

|  | Adeloidea (5 famiglie)       |
|  |                              |
|  | Andesianoidea (Andesianidae) |
|  |                              |

|  | Palaephatoidea (Palaephatidae) |
|  |                                |
|  | Tischerioidea (Tischeriidae)   |
|  |                                |

|  | Mnesarchaeoidea (Mnesarchaeidae) |
|  |                                  |
|  | Hepialoidea (5 famiglie)         |
|  |                                  |

|  | Adeloidea (5 famiglie)       |
|  |                              |
|  | Andesianoidea (Andesianidae) |
|  |                              |

|  | Palaephatoidea (Palaephatidae) |
|  |                                |
|  | Tischerioidea (Tischeriidae)   |
|  |                                |

|  | Adeloidea (5 famiglie)       |
|  |                              |
|  | Andesianoidea (Andesianidae) |
|  |                              |

|  | Palaephatoidea (Palaephatidae) |
|  |                                |
|  | Tischerioidea (Tischeriidae)   |
|  |                                |

|  | Adeloidea (5 famiglie)       |
|  |                              |
|  | Andesianoidea (Andesianidae) |
|  |                              |

|  | Palaephatoidea (Palaephatidae) |
|  |                                |
|  | Tischerioidea (Tischeriidae)   |
|  |                                |

|  | Adeloidea (5 famiglie)       |
|  |                              |
|  | Andesianoidea (Andesianidae) |
|  |                              |

|  | Palaephatoidea (Palaephatidae) |
|  |                                |
|  | Tischerioidea (Tischeriidae)   |
|  |                                |

|  | Mnesarchaeoidea (Mnesarchaeidae) |
|  |                                  |
|  | Hepialoidea (5 famiglie)         |
|  |                                  |

|  | Adeloidea (5 famiglie)       |
|  |                              |
|  | Andesianoidea (Andesianidae) |
|  |                              |

|  | Palaephatoidea (Palaephatidae) |
|  |                                |
|  | Tischerioidea (Tischeriidae)   |
|  |                                |

|  | Adeloidea (5 famiglie)       |
|  |                              |
|  | Andesianoidea (Andesianidae) |
|  |                              |

|  | Palaephatoidea (Palaephatidae) |
|  |                                |
|  | Tischerioidea (Tischeriidae)   |
|  |                                |

|  | Adeloidea (5 famiglie)       |
|  |                              |
|  | Andesianoidea (Andesianidae) |
|  |                              |

|  | Palaephatoidea (Palaephatidae) |
|  |                                |
|  | Tischerioidea (Tischeriidae)   |
|  |                                |

|  | Adeloidea (5 famiglie)       |
|  |                              |
|  | Andesianoidea (Andesianidae) |
|  |                              |

|  | Palaephatoidea (Palaephatidae) |
|  |                                |
|  | Tischerioidea (Tischeriidae)   |
|  |                                |

|  | Mnesarchaeoidea (Mnesarchaeidae) |
|  |                                  |
|  | Hepialoidea (5 famiglie)         |
|  |                                  |

|  | Adeloidea (5 famiglie)       |
|  |                              |
|  | Andesianoidea (Andesianidae) |
|  |                              |

|  | Palaephatoidea (Palaephatidae) |
|  |                                |
|  | Tischerioidea (Tischeriidae)   |
|  |                                |

|  | Adeloidea (5 famiglie)       |
|  |                              |
|  | Andesianoidea (Andesianidae) |
|  |                              |

|  | Palaephatoidea (Palaephatidae) |
|  |                                |
|  | Tischerioidea (Tischeriidae)   |
|  |                                |

|  | Adeloidea (5 famiglie)       |
|  |                              |
|  | Andesianoidea (Andesianidae) |
|  |                              |

|  | Palaephatoidea (Palaephatidae) |
|  |                                |
|  | Tischerioidea (Tischeriidae)   |
|  |                                |

|  | Adeloidea (5 famiglie)       |
|  |                              |
|  | Andesianoidea (Andesianidae) |
|  |                              |

|  | Palaephatoidea (Palaephatidae) |
|  |                                |
|  | Tischerioidea (Tischeriidae)   |
|  |                                |

|  | Mnesarchaeoidea (Mnesarchaeidae) |
|  |                                  |
|  | Hepialoidea (5 famiglie)         |
|  |                                  |

|  | Adeloidea (5 famiglie)       |
|  |                              |
|  | Andesianoidea (Andesianidae) |
|  |                              |

|  | Palaephatoidea (Palaephatidae) |
|  |                                |
|  | Tischerioidea (Tischeriidae)   |
|  |                                |

|  | Adeloidea (5 famiglie)       |
|  |                              |
|  | Andesianoidea (Andesianidae) |
|  |                              |

|  | Palaephatoidea (Palaephatidae) |
|  |                                |
|  | Tischerioidea (Tischeriidae)   |
|  |                                |

|  | Adeloidea (5 famiglie)       |
|  |                              |
|  | Andesianoidea (Andesianidae) |
|  |                              |

|  | Palaephatoidea (Palaephatidae) |
|  |                                |
|  | Tischerioidea (Tischeriidae)   |
|  |                                |

|  | Adeloidea (5 famiglie)       |
|  |                              |
|  | Andesianoidea (Andesianidae) |
|  |                              |

|  | Palaephatoidea (Palaephatidae) |
|  |                                |
|  | Tischerioidea (Tischeriidae)   |
|  |                                |

|  | Mnesarchaeoidea (Mnesarchaeidae) |
|  |                                  |
|  | Hepialoidea (5 famiglie)         |
|  |                                  |

|  | Adeloidea (5 famiglie)       |
|  |                              |
|  | Andesianoidea (Andesianidae) |
|  |                              |

|  | Palaephatoidea (Palaephatidae) |
|  |                                |
|  | Tischerioidea (Tischeriidae)   |
|  |                                |

|  | Adeloidea (5 famiglie)       |
|  |                              |
|  | Andesianoidea (Andesianidae) |
|  |                              |

|  | Palaephatoidea (Palaephatidae) |
|  |                                |
|  | Tischerioidea (Tischeriidae)   |
|  |                                |

|  | Adeloidea (5 famiglie)       |
|  |                              |
|  | Andesianoidea (Andesianidae) |
|  |                              |

|  | Palaephatoidea (Palaephatidae) |
|  |                                |
|  | Tischerioidea (Tischeriidae)   |
|  |                                |

|  | Adeloidea (5 famiglie)       |
|  |                              |
|  | Andesianoidea (Andesianidae) |
|  |                              |

|  | Palaephatoidea (Palaephatidae) |
|  |                                |
|  | Tischerioidea (Tischeriidae)   |
|  |                                |

|  | Mnesarchaeoidea (Mnesarchaeidae) |
|  |                                  |
|  | Hepialoidea (5 famiglie)         |
|  |                                  |

|  | Adeloidea (5 famiglie)       |
|  |                              |
|  | Andesianoidea (Andesianidae) |
|  |                              |

|  | Palaephatoidea (Palaephatidae) |
|  |                                |
|  | Tischerioidea (Tischeriidae)   |
|  |                                |

|  | Adeloidea (5 famiglie)       |
|  |                              |
|  | Andesianoidea (Andesianidae) |
|  |                              |

|  | Palaephatoidea (Palaephatidae) |
|  |                                |
|  | Tischerioidea (Tischeriidae)   |
|  |                                |

|  | Adeloidea (5 famiglie)       |
|  |                              |
|  | Andesianoidea (Andesianidae) |
|  |                              |

|  | Palaephatoidea (Palaephatidae) |
|  |                                |
|  | Tischerioidea (Tischeriidae)   |
|  |                                |

|  | Adeloidea (5 famiglie)       |
|  |                              |
|  | Andesianoidea (Andesianidae) |
|  |                              |

|  | Palaephatoidea (Palaephatidae) |
|  |                                |
|  | Tischerioidea (Tischeriidae)   |
|  |                                |

|  | Mnesarchaeoidea (Mnesarchaeidae) |
|  |                                  |
|  | Hepialoidea (5 famiglie)         |
|  |                                  |

|  | Adeloidea (5 famiglie)       |
|  |                              |
|  | Andesianoidea (Andesianidae) |
|  |                              |

|  | Palaephatoidea (Palaephatidae) |
|  |                                |
|  | Tischerioidea (Tischeriidae)   |
|  |                                |

|  | Adeloidea (5 famiglie)       |
|  |                              |
|  | Andesianoidea (Andesianidae) |
|  |                              |

|  | Palaephatoidea (Palaephatidae) |
|  |                                |
|  | Tischerioidea (Tischeriidae)   |
|  |                                |

|  | Adeloidea (5 famiglie)       |
|  |                              |
|  | Andesianoidea (Andesianidae) |
|  |                              |

|  | Palaephatoidea (Palaephatidae) |
|  |                                |
|  | Tischerioidea (Tischeriidae)   |
|  |                                |

|  | Adeloidea (5 famiglie)       |
|  |                              |
|  | Andesianoidea (Andesianidae) |
|  |                              |

|  | Palaephatoidea (Palaephatidae) |
|  |                                |
|  | Tischerioidea (Tischeriidae)   |
|  |                                |

|  | Mnesarchaeoidea (Mnesarchaeidae) |
|  |                                  |
|  | Hepialoidea (5 famiglie)         |
|  |                                  |

|  | Adeloidea (5 famiglie)       |
|  |                              |
|  | Andesianoidea (Andesianidae) |
|  |                              |

|  | Palaephatoidea (Palaephatidae) |
|  |                                |
|  | Tischerioidea (Tischeriidae)   |
|  |                                |

|  | Adeloidea (5 famiglie)       |
|  |                              |
|  | Andesianoidea (Andesianidae) |
|  |                              |

|  | Palaephatoidea (Palaephatidae) |
|  |                                |
|  | Tischerioidea (Tischeriidae)   |
|  |                                |

|  | Adeloidea (5 famiglie)       |
|  |                              |
|  | Andesianoidea (Andesianidae) |
|  |                              |

|  | Palaephatoidea (Palaephatidae) |
|  |                                |
|  | Tischerioidea (Tischeriidae)   |
|  |                                |

|  | Adeloidea (5 famiglie)       |
|  |                              |
|  | Andesianoidea (Andesianidae) |
|  |                              |

|  | Palaephatoidea (Palaephatidae) |
|  |                                |
|  | Tischerioidea (Tischeriidae)   |
|  |                                |

|  | Mnesarchaeoidea (Mnesarchaeidae) |
|  |                                  |
|  | Hepialoidea (5 famiglie)         |
|  |                                  |

|  | Adeloidea (5 famiglie)       |
|  |                              |
|  | Andesianoidea (Andesianidae) |
|  |                              |

|  | Palaephatoidea (Palaephatidae) |
|  |                                |
|  | Tischerioidea (Tischeriidae)   |
|  |                                |

|  | Adeloidea (5 famiglie)       |
|  |                              |
|  | Andesianoidea (Andesianidae) |
|  |                              |

|  | Palaephatoidea (Palaephatidae) |
|  |                                |
|  | Tischerioidea (Tischeriidae)   |
|  |                                |

|  | Adeloidea (5 famiglie)       |
|  |                              |
|  | Andesianoidea (Andesianidae) |
|  |                              |

|  | Palaephatoidea (Palaephatidae) |
|  |                                |
|  | Tischerioidea (Tischeriidae)   |
|  |                                |

|  | Adeloidea (5 famiglie)       |
|  |                              |
|  | Andesianoidea (Andesianidae) |
|  |                              |

|  | Palaephatoidea (Palaephatidae) |
|  |                                |
|  | Tischerioidea (Tischeriidae)   |
|  |                                |

|  | Mnesarchaeoidea (Mnesarchaeidae) |
|  |                                  |
|  | Hepialoidea (5 famiglie)         |
|  |                                  |

|  | Adeloidea (5 famiglie)       |
|  |                              |
|  | Andesianoidea (Andesianidae) |
|  |                              |

|  | Palaephatoidea (Palaephatidae) |
|  |                                |
|  | Tischerioidea (Tischeriidae)   |
|  |                                |

|  | Adeloidea (5 famiglie)       |
|  |                              |
|  | Andesianoidea (Andesianidae) |
|  |                              |

|  | Palaephatoidea (Palaephatidae) |
|  |                                |
|  | Tischerioidea (Tischeriidae)   |
|  |                                |

|  | Adeloidea (5 famiglie)       |
|  |                              |
|  | Andesianoidea (Andesianidae) |
|  |                              |

|  | Palaephatoidea (Palaephatidae) |
|  |                                |
|  | Tischerioidea (Tischeriidae)   |
|  |                                |

|  | Adeloidea (5 famiglie)       |
|  |                              |
|  | Andesianoidea (Andesianidae) |
|  |                              |

|  | Palaephatoidea (Palaephatidae) |
|  |                                |
|  | Tischerioidea (Tischeriidae)   |
|  |                                |

|  | Mnesarchaeoidea (Mnesarchaeidae) |
|  |                                  |
|  | Hepialoidea (5 famiglie)         |
|  |                                  |

|  | Adeloidea (5 famiglie)       |
|  |                              |
|  | Andesianoidea (Andesianidae) |
|  |                              |

|  | Palaephatoidea (Palaephatidae) |
|  |                                |
|  | Tischerioidea (Tischeriidae)   |
|  |                                |

|  | Adeloidea (5 famiglie)       |
|  |                              |
|  | Andesianoidea (Andesianidae) |
|  |                              |

|  | Palaephatoidea (Palaephatidae) |
|  |                                |
|  | Tischerioidea (Tischeriidae)   |
|  |                                |

|  | Adeloidea (5 famiglie)       |
|  |                              |
|  | Andesianoidea (Andesianidae) |
|  |                              |

|  | Palaephatoidea (Palaephatidae) |
|  |                                |
|  | Tischerioidea (Tischeriidae)   |
|  |                                |

|  | Adeloidea (5 famiglie)       |
|  |                              |
|  | Andesianoidea (Andesianidae) |
|  |                              |

|  | Palaephatoidea (Palaephatidae) |
|  |                                |
|  | Tischerioidea (Tischeriidae)   |
|  |                                |

|  | Mnesarchaeoidea (Mnesarchaeidae) |
|  |                                  |
|  | Hepialoidea (5 famiglie)         |
|  |                                  |

|  | Adeloidea (5 famiglie)       |
|  |                              |
|  | Andesianoidea (Andesianidae) |
|  |                              |

|  | Palaephatoidea (Palaephatidae) |
|  |                                |
|  | Tischerioidea (Tischeriidae)   |
|  |                                |

|  | Adeloidea (5 famiglie)       |
|  |                              |
|  | Andesianoidea (Andesianidae) |
|  |                              |

|  | Palaephatoidea (Palaephatidae) |
|  |                                |
|  | Tischerioidea (Tischeriidae)   |
|  |                                |

|  | Adeloidea (5 famiglie)       |
|  |                              |
|  | Andesianoidea (Andesianidae) |
|  |                              |

|  | Palaephatoidea (Palaephatidae) |
|  |                                |
|  | Tischerioidea (Tischeriidae)   |
|  |                                |

|  | Adeloidea (5 famiglie)       |
|  |                              |
|  | Andesianoidea (Andesianidae) |
|  |                              |

|  | Palaephatoidea (Palaephatidae) |
|  |                                |
|  | Tischerioidea (Tischeriidae)   |
|  |                                |

|  | Mnesarchaeoidea (Mnesarchaeidae) |
|  |                                  |
|  | Hepialoidea (5 famiglie)         |
|  |                                  |

|  | Adeloidea (5 famiglie)       |
|  |                              |
|  | Andesianoidea (Andesianidae) |
|  |                              |

|  | Palaephatoidea (Palaephatidae) |
|  |                                |
|  | Tischerioidea (Tischeriidae)   |
|  |                                |

|  | Adeloidea (5 famiglie)       |
|  |                              |
|  | Andesianoidea (Andesianidae) |
|  |                              |

|  | Palaephatoidea (Palaephatidae) |
|  |                                |
|  | Tischerioidea (Tischeriidae)   |
|  |                                |

|  | Adeloidea (5 famiglie)       |
|  |                              |
|  | Andesianoidea (Andesianidae) |
|  |                              |

|  | Palaephatoidea (Palaephatidae) |
|  |                                |
|  | Tischerioidea (Tischeriidae)   |
|  |                                |

|  | Adeloidea (5 famiglie)       |
|  |                              |
|  | Andesianoidea (Andesianidae) |
|  |                              |

|  | Palaephatoidea (Palaephatidae) |
|  |                                |
|  | Tischerioidea (Tischeriidae)   |
|  |                                |

|  | Mnesarchaeoidea (Mnesarchaeidae) |
|  |                                  |
|  | Hepialoidea (5 famiglie)         |
|  |                                  |

|  | Adeloidea (5 famiglie)       |
|  |                              |
|  | Andesianoidea (Andesianidae) |
|  |                              |

|  | Palaephatoidea (Palaephatidae) |
|  |                                |
|  | Tischerioidea (Tischeriidae)   |
|  |                                |

|  | Adeloidea (5 famiglie)       |
|  |                              |
|  | Andesianoidea (Andesianidae) |
|  |                              |

|  | Palaephatoidea (Palaephatidae) |
|  |                                |
|  | Tischerioidea (Tischeriidae)   |
|  |                                |

|  | Adeloidea (5 famiglie)       |
|  |                              |
|  | Andesianoidea (Andesianidae) |
|  |                              |

|  | Palaephatoidea (Palaephatidae) |
|  |                                |
|  | Tischerioidea (Tischeriidae)   |
|  |                                |

|  | Adeloidea (5 famiglie)       |
|  |                              |
|  | Andesianoidea (Andesianidae) |
|  |                              |

|  | Palaephatoidea (Palaephatidae) |
|  |                                |
|  | Tischerioidea (Tischeriidae)   |
|  |                                |

|  | Mnesarchaeoidea (Mnesarchaeidae) |
|  |                                  |
|  | Hepialoidea (5 famiglie)         |
|  |                                  |

|  | Adeloidea (5 famiglie)       |
|  |                              |
|  | Andesianoidea (Andesianidae) |
|  |                              |

|  | Palaephatoidea (Palaephatidae) |
|  |                                |
|  | Tischerioidea (Tischeriidae)   |
|  |                                |

|  | Adeloidea (5 famiglie)       |
|  |                              |
|  | Andesianoidea (Andesianidae) |
|  |                              |

|  | Palaephatoidea (Palaephatidae) |
|  |                                |
|  | Tischerioidea (Tischeriidae)   |
|  |                                |

|  | Adeloidea (5 famiglie)       |
|  |                              |
|  | Andesianoidea (Andesianidae) |
|  |                              |

|  | Palaephatoidea (Palaephatidae) |
|  |                                |
|  | Tischerioidea (Tischeriidae)   |
|  |                                |

|  | Adeloidea (5 famiglie)       |
|  |                              |
|  | Andesianoidea (Andesianidae) |
|  |                              |

|  | Palaephatoidea (Palaephatidae) |
|  |                                |
|  | Tischerioidea (Tischeriidae)   |
|  |                                |

|  | Mnesarchaeoidea (Mnesarchaeidae) |
|  |                                  |
|  | Hepialoidea (5 famiglie)         |
|  |                                  |

|  | Adeloidea (5 famiglie)       |
|  |                              |
|  | Andesianoidea (Andesianidae) |
|  |                              |

|  | Palaephatoidea (Palaephatidae) |
|  |                                |
|  | Tischerioidea (Tischeriidae)   |
|  |                                |

|  | Adeloidea (5 famiglie)       |
|  |                              |
|  | Andesianoidea (Andesianidae) |
|  |                              |

|  | Palaephatoidea (Palaephatidae) |
|  |                                |
|  | Tischerioidea (Tischeriidae)   |
|  |                                |

|  | Adeloidea (5 famiglie)       |
|  |                              |
|  | Andesianoidea (Andesianidae) |
|  |                              |

|  | Palaephatoidea (Palaephatidae) |
|  |                                |
|  | Tischerioidea (Tischeriidae)   |
|  |                                |

|  | Adeloidea (5 famiglie)       |
|  |                              |
|  | Andesianoidea (Andesianidae) |
|  |                              |

|  | Palaephatoidea (Palaephatidae) |
|  |                                |
|  | Tischerioidea (Tischeriidae)   |
|  |                                |

|  | Mnesarchaeoidea (Mnesarchaeidae) |
|  |                                  |
|  | Hepialoidea (5 famiglie)         |
|  |                                  |

|  | Adeloidea (5 famiglie)       |
|  |                              |
|  | Andesianoidea (Andesianidae) |
|  |                              |

|  | Palaephatoidea (Palaephatidae) |
|  |                                |
|  | Tischerioidea (Tischeriidae)   |
|  |                                |

|  | Adeloidea (5 famiglie)       |
|  |                              |
|  | Andesianoidea (Andesianidae) |
|  |                              |

|  | Palaephatoidea (Palaephatidae) |
|  |                                |
|  | Tischerioidea (Tischeriidae)   |
|  |                                |

|  | Adeloidea (5 famiglie)       |
|  |                              |
|  | Andesianoidea (Andesianidae) |
|  |                              |

|  | Palaephatoidea (Palaephatidae) |
|  |                                |
|  | Tischerioidea (Tischeriidae)   |
|  |                                |

|  | Adeloidea (5 famiglie)       |
|  |                              |
|  | Andesianoidea (Andesianidae) |
|  |                              |

|  | Palaephatoidea (Palaephatidae) |
|  |                                |
|  | Tischerioidea (Tischeriidae)   |
|  |                                |

|  | Aglossata (Agathiphagidae)    |
|  |                               |
|  | Zeugloptera (Micropterigidae) |
|  |                               |

|  | Mnesarchaeoidea (Mnesarchaeidae) |
|  |                                  |
|  | Hepialoidea (5 famiglie)         |
|  |                                  |

|  | Adeloidea (5 famiglie)       |
|  |                              |
|  | Andesianoidea (Andesianidae) |
|  |                              |

|  | Palaephatoidea (Palaephatidae) |
|  |                                |
|  | Tischerioidea (Tischeriidae)   |
|  |                                |

|  | Adeloidea (5 famiglie)       |
|  |                              |
|  | Andesianoidea (Andesianidae) |
|  |                              |

|  | Palaephatoidea (Palaephatidae) |
|  |                                |
|  | Tischerioidea (Tischeriidae)   |
|  |                                |

|  | Adeloidea (5 famiglie)       |
|  |                              |
|  | Andesianoidea (Andesianidae) |
|  |                              |

|  | Palaephatoidea (Palaephatidae) |
|  |                                |
|  | Tischerioidea (Tischeriidae)   |
|  |                                |

|  | Adeloidea (5 famiglie)       |
|  |                              |
|  | Andesianoidea (Andesianidae) |
|  |                              |

|  | Palaephatoidea (Palaephatidae) |
|  |                                |
|  | Tischerioidea (Tischeriidae)   |
|  |                                |

|  | Mnesarchaeoidea (Mnesarchaeidae) |
|  |                                  |
|  | Hepialoidea (5 famiglie)         |
|  |                                  |

|  | Adeloidea (5 famiglie)       |
|  |                              |
|  | Andesianoidea (Andesianidae) |
|  |                              |

|  | Palaephatoidea (Palaephatidae) |
|  |                                |
|  | Tischerioidea (Tischeriidae)   |
|  |                                |

|  | Adeloidea (5 famiglie)       |
|  |                              |
|  | Andesianoidea (Andesianidae) |
|  |                              |

|  | Palaephatoidea (Palaephatidae) |
|  |                                |
|  | Tischerioidea (Tischeriidae)   |
|  |                                |

|  | Adeloidea (5 famiglie)       |
|  |                              |
|  | Andesianoidea (Andesianidae) |
|  |                              |

|  | Palaephatoidea (Palaephatidae) |
|  |                                |
|  | Tischerioidea (Tischeriidae)   |
|  |                                |

|  | Adeloidea (5 famiglie)       |
|  |                              |
|  | Andesianoidea (Andesianidae) |
|  |                              |

|  | Palaephatoidea (Palaephatidae) |
|  |                                |
|  | Tischerioidea (Tischeriidae)   |
|  |                                |

|  | Mnesarchaeoidea (Mnesarchaeidae) |
|  |                                  |
|  | Hepialoidea (5 famiglie)         |
|  |                                  |

|  | Adeloidea (5 famiglie)       |
|  |                              |
|  | Andesianoidea (Andesianidae) |
|  |                              |

|  | Palaephatoidea (Palaephatidae) |
|  |                                |
|  | Tischerioidea (Tischeriidae)   |
|  |                                |

|  | Adeloidea (5 famiglie)       |
|  |                              |
|  | Andesianoidea (Andesianidae) |
|  |                              |

|  | Palaephatoidea (Palaephatidae) |
|  |                                |
|  | Tischerioidea (Tischeriidae)   |
|  |                                |

|  | Adeloidea (5 famiglie)       |
|  |                              |
|  | Andesianoidea (Andesianidae) |
|  |                              |

|  | Palaephatoidea (Palaephatidae) |
|  |                                |
|  | Tischerioidea (Tischeriidae)   |
|  |                                |

|  | Adeloidea (5 famiglie)       |
|  |                              |
|  | Andesianoidea (Andesianidae) |
|  |                              |

|  | Palaephatoidea (Palaephatidae) |
|  |                                |
|  | Tischerioidea (Tischeriidae)   |
|  |                                |

|  | Mnesarchaeoidea (Mnesarchaeidae) |
|  |                                  |
|  | Hepialoidea (5 famiglie)         |
|  |                                  |

|  | Adeloidea (5 famiglie)       |
|  |                              |
|  | Andesianoidea (Andesianidae) |
|  |                              |

|  | Palaephatoidea (Palaephatidae) |
|  |                                |
|  | Tischerioidea (Tischeriidae)   |
|  |                                |

|  | Adeloidea (5 famiglie)       |
|  |                              |
|  | Andesianoidea (Andesianidae) |
|  |                              |

|  | Palaephatoidea (Palaephatidae) |
|  |                                |
|  | Tischerioidea (Tischeriidae)   |
|  |                                |

|  | Adeloidea (5 famiglie)       |
|  |                              |
|  | Andesianoidea (Andesianidae) |
|  |                              |

|  | Palaephatoidea (Palaephatidae) |
|  |                                |
|  | Tischerioidea (Tischeriidae)   |
|  |                                |

|  | Adeloidea (5 famiglie)       |
|  |                              |
|  | Andesianoidea (Andesianidae) |
|  |                              |

|  | Palaephatoidea (Palaephatidae) |
|  |                                |
|  | Tischerioidea (Tischeriidae)   |
|  |                                |

|  | Mnesarchaeoidea (Mnesarchaeidae) |
|  |                                  |
|  | Hepialoidea (5 famiglie)         |
|  |                                  |

|  | Adeloidea (5 famiglie)       |
|  |                              |
|  | Andesianoidea (Andesianidae) |
|  |                              |

|  | Palaephatoidea (Palaephatidae) |
|  |                                |
|  | Tischerioidea (Tischeriidae)   |
|  |                                |

|  | Adeloidea (5 famiglie)       |
|  |                              |
|  | Andesianoidea (Andesianidae) |
|  |                              |

|  | Palaephatoidea (Palaephatidae) |
|  |                                |
|  | Tischerioidea (Tischeriidae)   |
|  |                                |

|  | Adeloidea (5 famiglie)       |
|  |                              |
|  | Andesianoidea (Andesianidae) |
|  |                              |

|  | Palaephatoidea (Palaephatidae) |
|  |                                |
|  | Tischerioidea (Tischeriidae)   |
|  |                                |

|  | Adeloidea (5 famiglie)       |
|  |                              |
|  | Andesianoidea (Andesianidae) |
|  |                              |

|  | Palaephatoidea (Palaephatidae) |
|  |                                |
|  | Tischerioidea (Tischeriidae)   |
|  |                                |

|  | Mnesarchaeoidea (Mnesarchaeidae) |
|  |                                  |
|  | Hepialoidea (5 famiglie)         |
|  |                                  |

|  | Adeloidea (5 famiglie)       |
|  |                              |
|  | Andesianoidea (Andesianidae) |
|  |                              |

|  | Palaephatoidea (Palaephatidae) |
|  |                                |
|  | Tischerioidea (Tischeriidae)   |
|  |                                |

|  | Adeloidea (5 famiglie)       |
|  |                              |
|  | Andesianoidea (Andesianidae) |
|  |                              |

|  | Palaephatoidea (Palaephatidae) |
|  |                                |
|  | Tischerioidea (Tischeriidae)   |
|  |                                |

|  | Adeloidea (5 famiglie)       |
|  |                              |
|  | Andesianoidea (Andesianidae) |
|  |                              |

|  | Palaephatoidea (Palaephatidae) |
|  |                                |
|  | Tischerioidea (Tischeriidae)   |
|  |                                |

|  | Adeloidea (5 famiglie)       |
|  |                              |
|  | Andesianoidea (Andesianidae) |
|  |                              |

|  | Palaephatoidea (Palaephatidae) |
|  |                                |
|  | Tischerioidea (Tischeriidae)   |
|  |                                |

|  | Mnesarchaeoidea (Mnesarchaeidae) |
|  |                                  |
|  | Hepialoidea (5 famiglie)         |
|  |                                  |

|  | Adeloidea (5 famiglie)       |
|  |                              |
|  | Andesianoidea (Andesianidae) |
|  |                              |

|  | Palaephatoidea (Palaephatidae) |
|  |                                |
|  | Tischerioidea (Tischeriidae)   |
|  |                                |

|  | Adeloidea (5 famiglie)       |
|  |                              |
|  | Andesianoidea (Andesianidae) |
|  |                              |

|  | Palaephatoidea (Palaephatidae) |
|  |                                |
|  | Tischerioidea (Tischeriidae)   |
|  |                                |

|  | Adeloidea (5 famiglie)       |
|  |                              |
|  | Andesianoidea (Andesianidae) |
|  |                              |

|  | Palaephatoidea (Palaephatidae) |
|  |                                |
|  | Tischerioidea (Tischeriidae)   |
|  |                                |

|  | Adeloidea (5 famiglie)       |
|  |                              |
|  | Andesianoidea (Andesianidae) |
|  |                              |

|  | Palaephatoidea (Palaephatidae) |
|  |                                |
|  | Tischerioidea (Tischeriidae)   |
|  |                                |

|  | Mnesarchaeoidea (Mnesarchaeidae) |
|  |                                  |
|  | Hepialoidea (5 famiglie)         |
|  |                                  |

|  | Adeloidea (5 famiglie)       |
|  |                              |
|  | Andesianoidea (Andesianidae) |
|  |                              |

|  | Palaephatoidea (Palaephatidae) |
|  |                                |
|  | Tischerioidea (Tischeriidae)   |
|  |                                |

|  | Adeloidea (5 famiglie)       |
|  |                              |
|  | Andesianoidea (Andesianidae) |
|  |                              |

|  | Palaephatoidea (Palaephatidae) |
|  |                                |
|  | Tischerioidea (Tischeriidae)   |
|  |                                |

|  | Adeloidea (5 famiglie)       |
|  |                              |
|  | Andesianoidea (Andesianidae) |
|  |                              |

|  | Palaephatoidea (Palaephatidae) |
|  |                                |
|  | Tischerioidea (Tischeriidae)   |
|  |                                |

|  | Adeloidea (5 famiglie)       |
|  |                              |
|  | Andesianoidea (Andesianidae) |
|  |                              |

|  | Palaephatoidea (Palaephatidae) |
|  |                                |
|  | Tischerioidea (Tischeriidae)   |
|  |                                |

|  | Mnesarchaeoidea (Mnesarchaeidae) |
|  |                                  |
|  | Hepialoidea (5 famiglie)         |
|  |                                  |

|  | Adeloidea (5 famiglie)       |
|  |                              |
|  | Andesianoidea (Andesianidae) |
|  |                              |

|  | Palaephatoidea (Palaephatidae) |
|  |                                |
|  | Tischerioidea (Tischeriidae)   |
|  |                                |

|  | Adeloidea (5 famiglie)       |
|  |                              |
|  | Andesianoidea (Andesianidae) |
|  |                              |

|  | Palaephatoidea (Palaephatidae) |
|  |                                |
|  | Tischerioidea (Tischeriidae)   |
|  |                                |

|  | Adeloidea (5 famiglie)       |
|  |                              |
|  | Andesianoidea (Andesianidae) |
|  |                              |

|  | Palaephatoidea (Palaephatidae) |
|  |                                |
|  | Tischerioidea (Tischeriidae)   |
|  |                                |

|  | Adeloidea (5 famiglie)       |
|  |                              |
|  | Andesianoidea (Andesianidae) |
|  |                              |

|  | Palaephatoidea (Palaephatidae) |
|  |                                |
|  | Tischerioidea (Tischeriidae)   |
|  |                                |

|  | Mnesarchaeoidea (Mnesarchaeidae) |
|  |                                  |
|  | Hepialoidea (5 famiglie)         |
|  |                                  |

|  | Adeloidea (5 famiglie)       |
|  |                              |
|  | Andesianoidea (Andesianidae) |
|  |                              |

|  | Palaephatoidea (Palaephatidae) |
|  |                                |
|  | Tischerioidea (Tischeriidae)   |
|  |                                |

|  | Adeloidea (5 famiglie)       |
|  |                              |
|  | Andesianoidea (Andesianidae) |
|  |                              |

|  | Palaephatoidea (Palaephatidae) |
|  |                                |
|  | Tischerioidea (Tischeriidae)   |
|  |                                |

|  | Adeloidea (5 famiglie)       |
|  |                              |
|  | Andesianoidea (Andesianidae) |
|  |                              |

|  | Palaephatoidea (Palaephatidae) |
|  |                                |
|  | Tischerioidea (Tischeriidae)   |
|  |                                |

|  | Adeloidea (5 famiglie)       |
|  |                              |
|  | Andesianoidea (Andesianidae) |
|  |                              |

|  | Palaephatoidea (Palaephatidae) |
|  |                                |
|  | Tischerioidea (Tischeriidae)   |
|  |                                |

|  | Mnesarchaeoidea (Mnesarchaeidae) |
|  |                                  |
|  | Hepialoidea (5 famiglie)         |
|  |                                  |

|  | Adeloidea (5 famiglie)       |
|  |                              |
|  | Andesianoidea (Andesianidae) |
|  |                              |

|  | Palaephatoidea (Palaephatidae) |
|  |                                |
|  | Tischerioidea (Tischeriidae)   |
|  |                                |

|  | Adeloidea (5 famiglie)       |
|  |                              |
|  | Andesianoidea (Andesianidae) |
|  |                              |

|  | Palaephatoidea (Palaephatidae) |
|  |                                |
|  | Tischerioidea (Tischeriidae)   |
|  |                                |

|  | Adeloidea (5 famiglie)       |
|  |                              |
|  | Andesianoidea (Andesianidae) |
|  |                              |

|  | Palaephatoidea (Palaephatidae) |
|  |                                |
|  | Tischerioidea (Tischeriidae)   |
|  |                                |

|  | Adeloidea (5 famiglie)       |
|  |                              |
|  | Andesianoidea (Andesianidae) |
|  |                              |

|  | Palaephatoidea (Palaephatidae) |
|  |                                |
|  | Tischerioidea (Tischeriidae)   |
|  |                                |

|  | Mnesarchaeoidea (Mnesarchaeidae) |
|  |                                  |
|  | Hepialoidea (5 famiglie)         |
|  |                                  |

|  | Adeloidea (5 famiglie)       |
|  |                              |
|  | Andesianoidea (Andesianidae) |
|  |                              |

|  | Palaephatoidea (Palaephatidae) |
|  |                                |
|  | Tischerioidea (Tischeriidae)   |
|  |                                |

|  | Adeloidea (5 famiglie)       |
|  |                              |
|  | Andesianoidea (Andesianidae) |
|  |                              |

|  | Palaephatoidea (Palaephatidae) |
|  |                                |
|  | Tischerioidea (Tischeriidae)   |
|  |                                |

|  | Adeloidea (5 famiglie)       |
|  |                              |
|  | Andesianoidea (Andesianidae) |
|  |                              |

|  | Palaephatoidea (Palaephatidae) |
|  |                                |
|  | Tischerioidea (Tischeriidae)   |
|  |                                |

|  | Adeloidea (5 famiglie)       |
|  |                              |
|  | Andesianoidea (Andesianidae) |
|  |                              |

|  | Palaephatoidea (Palaephatidae) |
|  |                                |
|  | Tischerioidea (Tischeriidae)   |
|  |                                |

|  | Mnesarchaeoidea (Mnesarchaeidae) |
|  |                                  |
|  | Hepialoidea (5 famiglie)         |
|  |                                  |

|  | Adeloidea (5 famiglie)       |
|  |                              |
|  | Andesianoidea (Andesianidae) |
|  |                              |

|  | Palaephatoidea (Palaephatidae) |
|  |                                |
|  | Tischerioidea (Tischeriidae)   |
|  |                                |

|  | Adeloidea (5 famiglie)       |
|  |                              |
|  | Andesianoidea (Andesianidae) |
|  |                              |

|  | Palaephatoidea (Palaephatidae) |
|  |                                |
|  | Tischerioidea (Tischeriidae)   |
|  |                                |

|  | Adeloidea (5 famiglie)       |
|  |                              |
|  | Andesianoidea (Andesianidae) |
|  |                              |

|  | Palaephatoidea (Palaephatidae) |
|  |                                |
|  | Tischerioidea (Tischeriidae)   |
|  |                                |

|  | Adeloidea (5 famiglie)       |
|  |                              |
|  | Andesianoidea (Andesianidae) |
|  |                              |

|  | Palaephatoidea (Palaephatidae) |
|  |                                |
|  | Tischerioidea (Tischeriidae)   |
|  |                                |

|  | Mnesarchaeoidea (Mnesarchaeidae) |
|  |                                  |
|  | Hepialoidea (5 famiglie)         |
|  |                                  |

|  | Adeloidea (5 famiglie)       |
|  |                              |
|  | Andesianoidea (Andesianidae) |
|  |                              |

|  | Palaephatoidea (Palaephatidae) |
|  |                                |
|  | Tischerioidea (Tischeriidae)   |
|  |                                |

|  | Adeloidea (5 famiglie)       |
|  |                              |
|  | Andesianoidea (Andesianidae) |
|  |                              |

|  | Palaephatoidea (Palaephatidae) |
|  |                                |
|  | Tischerioidea (Tischeriidae)   |
|  |                                |

|  | Adeloidea (5 famiglie)       |
|  |                              |
|  | Andesianoidea (Andesianidae) |
|  |                              |

|  | Palaephatoidea (Palaephatidae) |
|  |                                |
|  | Tischerioidea (Tischeriidae)   |
|  |                                |

|  | Adeloidea (5 famiglie)       |
|  |                              |
|  | Andesianoidea (Andesianidae) |
|  |                              |

|  | Palaephatoidea (Palaephatidae) |
|  |                                |
|  | Tischerioidea (Tischeriidae)   |
|  |                                |

|  | Mnesarchaeoidea (Mnesarchaeidae) |
|  |                                  |
|  | Hepialoidea (5 famiglie)         |
|  |                                  |

|  | Adeloidea (5 famiglie)       |
|  |                              |
|  | Andesianoidea (Andesianidae) |
|  |                              |

|  | Palaephatoidea (Palaephatidae) |
|  |                                |
|  | Tischerioidea (Tischeriidae)   |
|  |                                |

|  | Adeloidea (5 famiglie)       |
|  |                              |
|  | Andesianoidea (Andesianidae) |
|  |                              |

|  | Palaephatoidea (Palaephatidae) |
|  |                                |
|  | Tischerioidea (Tischeriidae)   |
|  |                                |

|  | Adeloidea (5 famiglie)       |
|  |                              |
|  | Andesianoidea (Andesianidae) |
|  |                              |

|  | Palaephatoidea (Palaephatidae) |
|  |                                |
|  | Tischerioidea (Tischeriidae)   |
|  |                                |

|  | Adeloidea (5 famiglie)       |
|  |                              |
|  | Andesianoidea (Andesianidae) |
|  |                              |

|  | Palaephatoidea (Palaephatidae) |
|  |                                |
|  | Tischerioidea (Tischeriidae)   |
|  |                                |

|  | Mnesarchaeoidea (Mnesarchaeidae) |
|  |                                  |
|  | Hepialoidea (5 famiglie)         |
|  |                                  |

|  | Adeloidea (5 famiglie)       |
|  |                              |
|  | Andesianoidea (Andesianidae) |
|  |                              |

|  | Palaephatoidea (Palaephatidae) |
|  |                                |
|  | Tischerioidea (Tischeriidae)   |
|  |                                |

|  | Adeloidea (5 famiglie)       |
|  |                              |
|  | Andesianoidea (Andesianidae) |
|  |                              |

|  | Palaephatoidea (Palaephatidae) |
|  |                                |
|  | Tischerioidea (Tischeriidae)   |
|  |                                |

|  | Adeloidea (5 famiglie)       |
|  |                              |
|  | Andesianoidea (Andesianidae) |
|  |                              |

|  | Palaephatoidea (Palaephatidae) |
|  |                                |
|  | Tischerioidea (Tischeriidae)   |
|  |                                |

|  | Adeloidea (5 famiglie)       |
|  |                              |
|  | Andesianoidea (Andesianidae) |
|  |                              |

|  | Palaephatoidea (Palaephatidae) |
|  |                                |
|  | Tischerioidea (Tischeriidae)   |
|  |                                |

|  | Mnesarchaeoidea (Mnesarchaeidae) |
|  |                                  |
|  | Hepialoidea (5 famiglie)         |
|  |                                  |

|  | Adeloidea (5 famiglie)       |
|  |                              |
|  | Andesianoidea (Andesianidae) |
|  |                              |

|  | Palaephatoidea (Palaephatidae) |
|  |                                |
|  | Tischerioidea (Tischeriidae)   |
|  |                                |

|  | Adeloidea (5 famiglie)       |
|  |                              |
|  | Andesianoidea (Andesianidae) |
|  |                              |

|  | Palaephatoidea (Palaephatidae) |
|  |                                |
|  | Tischerioidea (Tischeriidae)   |
|  |                                |

|  | Adeloidea (5 famiglie)       |
|  |                              |
|  | Andesianoidea (Andesianidae) |
|  |                              |

|  | Palaephatoidea (Palaephatidae) |
|  |                                |
|  | Tischerioidea (Tischeriidae)   |
|  |                                |

|  | Adeloidea (5 famiglie)       |
|  |                              |
|  | Andesianoidea (Andesianidae) |
|  |                              |

|  | Palaephatoidea (Palaephatidae) |
|  |                                |
|  | Tischerioidea (Tischeriidae)   |
|  |                                |

|  | Mnesarchaeoidea (Mnesarchaeidae) |
|  |                                  |
|  | Hepialoidea (5 famiglie)         |
|  |                                  |

|  | Adeloidea (5 famiglie)       |
|  |                              |
|  | Andesianoidea (Andesianidae) |
|  |                              |

|  | Palaephatoidea (Palaephatidae) |
|  |                                |
|  | Tischerioidea (Tischeriidae)   |
|  |                                |

|  | Adeloidea (5 famiglie)       |
|  |                              |
|  | Andesianoidea (Andesianidae) |
|  |                              |

|  | Palaephatoidea (Palaephatidae) |
|  |                                |
|  | Tischerioidea (Tischeriidae)   |
|  |                                |

|  | Adeloidea (5 famiglie)       |
|  |                              |
|  | Andesianoidea (Andesianidae) |
|  |                              |

|  | Palaephatoidea (Palaephatidae) |
|  |                                |
|  | Tischerioidea (Tischeriidae)   |
|  |                                |

|  | Adeloidea (5 famiglie)       |
|  |                              |
|  | Andesianoidea (Andesianidae) |
|  |                              |

|  | Palaephatoidea (Palaephatidae) |
|  |                                |
|  | Tischerioidea (Tischeriidae)   |
|  |                                |

|  | Mnesarchaeoidea (Mnesarchaeidae) |
|  |                                  |
|  | Hepialoidea (5 famiglie)         |
|  |                                  |

|  | Adeloidea (5 famiglie)       |
|  |                              |
|  | Andesianoidea (Andesianidae) |
|  |                              |

|  | Palaephatoidea (Palaephatidae) |
|  |                                |
|  | Tischerioidea (Tischeriidae)   |
|  |                                |

|  | Adeloidea (5 famiglie)       |
|  |                              |
|  | Andesianoidea (Andesianidae) |
|  |                              |

|  | Palaephatoidea (Palaephatidae) |
|  |                                |
|  | Tischerioidea (Tischeriidae)   |
|  |                                |

|  | Adeloidea (5 famiglie)       |
|  |                              |
|  | Andesianoidea (Andesianidae) |
|  |                              |

|  | Palaephatoidea (Palaephatidae) |
|  |                                |
|  | Tischerioidea (Tischeriidae)   |
|  |                                |

|  | Adeloidea (5 famiglie)       |
|  |                              |
|  | Andesianoidea (Andesianidae) |
|  |                              |

|  | Palaephatoidea (Palaephatidae) |
|  |                                |
|  | Tischerioidea (Tischeriidae)   |
|  |                                |

|  | Mnesarchaeoidea (Mnesarchaeidae) |
|  |                                  |
|  | Hepialoidea (5 famiglie)         |
|  |                                  |

|  | Adeloidea (5 famiglie)       |
|  |                              |
|  | Andesianoidea (Andesianidae) |
|  |                              |

|  | Palaephatoidea (Palaephatidae) |
|  |                                |
|  | Tischerioidea (Tischeriidae)   |
|  |                                |

|  | Adeloidea (5 famiglie)       |
|  |                              |
|  | Andesianoidea (Andesianidae) |
|  |                              |

|  | Palaephatoidea (Palaephatidae) |
|  |                                |
|  | Tischerioidea (Tischeriidae)   |
|  |                                |

|  | Adeloidea (5 famiglie)       |
|  |                              |
|  | Andesianoidea (Andesianidae) |
|  |                              |

|  | Palaephatoidea (Palaephatidae) |
|  |                                |
|  | Tischerioidea (Tischeriidae)   |
|  |                                |

|  | Adeloidea (5 famiglie)       |
|  |                              |
|  | Andesianoidea (Andesianidae) |
|  |                              |

|  | Palaephatoidea (Palaephatidae) |
|  |                                |
|  | Tischerioidea (Tischeriidae)   |
|  |                                |

|  | Mnesarchaeoidea (Mnesarchaeidae) |
|  |                                  |
|  | Hepialoidea (5 famiglie)         |
|  |                                  |

|  | Adeloidea (5 famiglie)       |
|  |                              |
|  | Andesianoidea (Andesianidae) |
|  |                              |

|  | Palaephatoidea (Palaephatidae) |
|  |                                |
|  | Tischerioidea (Tischeriidae)   |
|  |                                |

|  | Adeloidea (5 famiglie)       |
|  |                              |
|  | Andesianoidea (Andesianidae) |
|  |                              |

|  | Palaephatoidea (Palaephatidae) |
|  |                                |
|  | Tischerioidea (Tischeriidae)   |
|  |                                |

|  | Adeloidea (5 famiglie)       |
|  |                              |
|  | Andesianoidea (Andesianidae) |
|  |                              |

|  | Palaephatoidea (Palaephatidae) |
|  |                                |
|  | Tischerioidea (Tischeriidae)   |
|  |                                |

|  | Adeloidea (5 famiglie)       |
|  |                              |
|  | Andesianoidea (Andesianidae) |
|  |                              |

|  | Palaephatoidea (Palaephatidae) |
|  |                                |
|  | Tischerioidea (Tischeriidae)   |
|  |                                |

|  | Mnesarchaeoidea (Mnesarchaeidae) |
|  |                                  |
|  | Hepialoidea (5 famiglie)         |
|  |                                  |

|  | Adeloidea (5 famiglie)       |
|  |                              |
|  | Andesianoidea (Andesianidae) |
|  |                              |

|  | Palaephatoidea (Palaephatidae) |
|  |                                |
|  | Tischerioidea (Tischeriidae)   |
|  |                                |

|  | Adeloidea (5 famiglie)       |
|  |                              |
|  | Andesianoidea (Andesianidae) |
|  |                              |

|  | Palaephatoidea (Palaephatidae) |
|  |                                |
|  | Tischerioidea (Tischeriidae)   |
|  |                                |

|  | Adeloidea (5 famiglie)       |
|  |                              |
|  | Andesianoidea (Andesianidae) |
|  |                              |

|  | Palaephatoidea (Palaephatidae) |
|  |                                |
|  | Tischerioidea (Tischeriidae)   |
|  |                                |

|  | Adeloidea (5 famiglie)       |
|  |                              |
|  | Andesianoidea (Andesianidae) |
|  |                              |

|  | Palaephatoidea (Palaephatidae) |
|  |                                |
|  | Tischerioidea (Tischeriidae)   |
|  |                                |

|  | Mnesarchaeoidea (Mnesarchaeidae) |
|  |                                  |
|  | Hepialoidea (5 famiglie)         |
|  |                                  |

|  | Adeloidea (5 famiglie)       |
|  |                              |
|  | Andesianoidea (Andesianidae) |
|  |                              |

|  | Palaephatoidea (Palaephatidae) |
|  |                                |
|  | Tischerioidea (Tischeriidae)   |
|  |                                |

|  | Adeloidea (5 famiglie)       |
|  |                              |
|  | Andesianoidea (Andesianidae) |
|  |                              |

|  | Palaephatoidea (Palaephatidae) |
|  |                                |
|  | Tischerioidea (Tischeriidae)   |
|  |                                |

|  | Adeloidea (5 famiglie)       |
|  |                              |
|  | Andesianoidea (Andesianidae) |
|  |                              |

|  | Palaephatoidea (Palaephatidae) |
|  |                                |
|  | Tischerioidea (Tischeriidae)   |
|  |                                |

|  | Adeloidea (5 famiglie)       |
|  |                              |
|  | Andesianoidea (Andesianidae) |
|  |                              |

|  | Palaephatoidea (Palaephatidae) |
|  |                                |
|  | Tischerioidea (Tischeriidae)   |
|  |                                |

|  | Mnesarchaeoidea (Mnesarchaeidae) |
|  |                                  |
|  | Hepialoidea (5 famiglie)         |
|  |                                  |

|  | Adeloidea (5 famiglie)       |
|  |                              |
|  | Andesianoidea (Andesianidae) |
|  |                              |

|  | Palaephatoidea (Palaephatidae) |
|  |                                |
|  | Tischerioidea (Tischeriidae)   |
|  |                                |

|  | Adeloidea (5 famiglie)       |
|  |                              |
|  | Andesianoidea (Andesianidae) |
|  |                              |

|  | Palaephatoidea (Palaephatidae) |
|  |                                |
|  | Tischerioidea (Tischeriidae)   |
|  |                                |

|  | Adeloidea (5 famiglie)       |
|  |                              |
|  | Andesianoidea (Andesianidae) |
|  |                              |

|  | Palaephatoidea (Palaephatidae) |
|  |                                |
|  | Tischerioidea (Tischeriidae)   |
|  |                                |

|  | Adeloidea (5 famiglie)       |
|  |                              |
|  | Andesianoidea (Andesianidae) |
|  |                              |

|  | Palaephatoidea (Palaephatidae) |
|  |                                |
|  | Tischerioidea (Tischeriidae)   |
|  |                                |

|  | Mnesarchaeoidea (Mnesarchaeidae) |
|  |                                  |
|  | Hepialoidea (5 famiglie)         |
|  |                                  |

|  | Adeloidea (5 famiglie)       |
|  |                              |
|  | Andesianoidea (Andesianidae) |
|  |                              |

|  | Palaephatoidea (Palaephatidae) |
|  |                                |
|  | Tischerioidea (Tischeriidae)   |
|  |                                |

|  | Adeloidea (5 famiglie)       |
|  |                              |
|  | Andesianoidea (Andesianidae) |
|  |                              |

|  | Palaephatoidea (Palaephatidae) |
|  |                                |
|  | Tischerioidea (Tischeriidae)   |
|  |                                |

|  | Adeloidea (5 famiglie)       |
|  |                              |
|  | Andesianoidea (Andesianidae) |
|  |                              |

|  | Palaephatoidea (Palaephatidae) |
|  |                                |
|  | Tischerioidea (Tischeriidae)   |
|  |                                |

|  | Adeloidea (5 famiglie)       |
|  |                              |
|  | Andesianoidea (Andesianidae) |
|  |                              |

|  | Palaephatoidea (Palaephatidae) |
|  |                                |
|  | Tischerioidea (Tischeriidae)   |
|  |                                |

|  | Mnesarchaeoidea (Mnesarchaeidae) |
|  |                                  |
|  | Hepialoidea (5 famiglie)         |
|  |                                  |

|  | Adeloidea (5 famiglie)       |
|  |                              |
|  | Andesianoidea (Andesianidae) |
|  |                              |

|  | Palaephatoidea (Palaephatidae) |
|  |                                |
|  | Tischerioidea (Tischeriidae)   |
|  |                                |

|  | Adeloidea (5 famiglie)       |
|  |                              |
|  | Andesianoidea (Andesianidae) |
|  |                              |

|  | Palaephatoidea (Palaephatidae) |
|  |                                |
|  | Tischerioidea (Tischeriidae)   |
|  |                                |

|  | Adeloidea (5 famiglie)       |
|  |                              |
|  | Andesianoidea (Andesianidae) |
|  |                              |

|  | Palaephatoidea (Palaephatidae) |
|  |                                |
|  | Tischerioidea (Tischeriidae)   |
|  |                                |

|  | Adeloidea (5 famiglie)       |
|  |                              |
|  | Andesianoidea (Andesianidae) |
|  |                              |

|  | Palaephatoidea (Palaephatidae) |
|  |                                |
|  | Tischerioidea (Tischeriidae)   |
|  |                                |

|  | Mnesarchaeoidea (Mnesarchaeidae) |
|  |                                  |
|  | Hepialoidea (5 famiglie)         |
|  |                                  |

|  | Adeloidea (5 famiglie)       |
|  |                              |
|  | Andesianoidea (Andesianidae) |
|  |                              |

|  | Palaephatoidea (Palaephatidae) |
|  |                                |
|  | Tischerioidea (Tischeriidae)   |
|  |                                |

|  | Adeloidea (5 famiglie)       |
|  |                              |
|  | Andesianoidea (Andesianidae) |
|  |                              |

|  | Palaephatoidea (Palaephatidae) |
|  |                                |
|  | Tischerioidea (Tischeriidae)   |
|  |                                |

|  | Adeloidea (5 famiglie)       |
|  |                              |
|  | Andesianoidea (Andesianidae) |
|  |                              |

|  | Palaephatoidea (Palaephatidae) |
|  |                                |
|  | Tischerioidea (Tischeriidae)   |
|  |                                |

|  | Adeloidea (5 famiglie)       |
|  |                              |
|  | Andesianoidea (Andesianidae) |
|  |                              |

|  | Palaephatoidea (Palaephatidae) |
|  |                                |
|  | Tischerioidea (Tischeriidae)   |
|  |                                |

|  | Mnesarchaeoidea (Mnesarchaeidae) |
|  |                                  |
|  | Hepialoidea (5 famiglie)         |
|  |                                  |

|  | Adeloidea (5 famiglie)       |
|  |                              |
|  | Andesianoidea (Andesianidae) |
|  |                              |

|  | Palaephatoidea (Palaephatidae) |
|  |                                |
|  | Tischerioidea (Tischeriidae)   |
|  |                                |

|  | Adeloidea (5 famiglie)       |
|  |                              |
|  | Andesianoidea (Andesianidae) |
|  |                              |

|  | Palaephatoidea (Palaephatidae) |
|  |                                |
|  | Tischerioidea (Tischeriidae)   |
|  |                                |

|  | Adeloidea (5 famiglie)       |
|  |                              |
|  | Andesianoidea (Andesianidae) |
|  |                              |

|  | Palaephatoidea (Palaephatidae) |
|  |                                |
|  | Tischerioidea (Tischeriidae)   |
|  |                                |

|  | Adeloidea (5 famiglie)       |
|  |                              |
|  | Andesianoidea (Andesianidae) |
|  |                              |

|  | Palaephatoidea (Palaephatidae) |
|  |                                |
|  | Tischerioidea (Tischeriidae)   |
|  |                                |

|  | Mnesarchaeoidea (Mnesarchaeidae) |
|  |                                  |
|  | Hepialoidea (5 famiglie)         |
|  |                                  |

|  | Adeloidea (5 famiglie)       |
|  |                              |
|  | Andesianoidea (Andesianidae) |
|  |                              |

|  | Palaephatoidea (Palaephatidae) |
|  |                                |
|  | Tischerioidea (Tischeriidae)   |
|  |                                |

|  | Adeloidea (5 famiglie)       |
|  |                              |
|  | Andesianoidea (Andesianidae) |
|  |                              |

|  | Palaephatoidea (Palaephatidae) |
|  |                                |
|  | Tischerioidea (Tischeriidae)   |
|  |                                |

|  | Adeloidea (5 famiglie)       |
|  |                              |
|  | Andesianoidea (Andesianidae) |
|  |                              |

|  | Palaephatoidea (Palaephatidae) |
|  |                                |
|  | Tischerioidea (Tischeriidae)   |
|  |                                |

|  | Adeloidea (5 famiglie)       |
|  |                              |
|  | Andesianoidea (Andesianidae) |
|  |                              |

|  | Palaephatoidea (Palaephatidae) |
|  |                                |
|  | Tischerioidea (Tischeriidae)   |
|  |                                |

|  | Mnesarchaeoidea (Mnesarchaeidae) |
|  |                                  |
|  | Hepialoidea (5 famiglie)         |
|  |                                  |

|  | Adeloidea (5 famiglie)       |
|  |                              |
|  | Andesianoidea (Andesianidae) |
|  |                              |

|  | Palaephatoidea (Palaephatidae) |
|  |                                |
|  | Tischerioidea (Tischeriidae)   |
|  |                                |

|  | Adeloidea (5 famiglie)       |
|  |                              |
|  | Andesianoidea (Andesianidae) |
|  |                              |

|  | Palaephatoidea (Palaephatidae) |
|  |                                |
|  | Tischerioidea (Tischeriidae)   |
|  |                                |

|  | Adeloidea (5 famiglie)       |
|  |                              |
|  | Andesianoidea (Andesianidae) |
|  |                              |

|  | Palaephatoidea (Palaephatidae) |
|  |                                |
|  | Tischerioidea (Tischeriidae)   |
|  |                                |

|  | Adeloidea (5 famiglie)       |
|  |                              |
|  | Andesianoidea (Andesianidae) |
|  |                              |

|  | Palaephatoidea (Palaephatidae) |
|  |                                |
|  | Tischerioidea (Tischeriidae)   |
|  |                                |

|  | Mnesarchaeoidea (Mnesarchaeidae) |
|  |                                  |
|  | Hepialoidea (5 famiglie)         |
|  |                                  |

|  | Adeloidea (5 famiglie)       |
|  |                              |
|  | Andesianoidea (Andesianidae) |
|  |                              |

|  | Palaephatoidea (Palaephatidae) |
|  |                                |
|  | Tischerioidea (Tischeriidae)   |
|  |                                |

|  | Adeloidea (5 famiglie)       |
|  |                              |
|  | Andesianoidea (Andesianidae) |
|  |                              |

|  | Palaephatoidea (Palaephatidae) |
|  |                                |
|  | Tischerioidea (Tischeriidae)   |
|  |                                |

|  | Adeloidea (5 famiglie)       |
|  |                              |
|  | Andesianoidea (Andesianidae) |
|  |                              |

|  | Palaephatoidea (Palaephatidae) |
|  |                                |
|  | Tischerioidea (Tischeriidae)   |
|  |                                |

|  | Adeloidea (5 famiglie)       |
|  |                              |
|  | Andesianoidea (Andesianidae) |
|  |                              |

|  | Palaephatoidea (Palaephatidae) |
|  |                                |
|  | Tischerioidea (Tischeriidae)   |
|  |                                |

|  | Mnesarchaeoidea (Mnesarchaeidae) |
|  |                                  |
|  | Hepialoidea (5 famiglie)         |
|  |                                  |

|  | Adeloidea (5 famiglie)       |
|  |                              |
|  | Andesianoidea (Andesianidae) |
|  |                              |

|  | Palaephatoidea (Palaephatidae) |
|  |                                |
|  | Tischerioidea (Tischeriidae)   |
|  |                                |

|  | Adeloidea (5 famiglie)       |
|  |                              |
|  | Andesianoidea (Andesianidae) |
|  |                              |

|  | Palaephatoidea (Palaephatidae) |
|  |                                |
|  | Tischerioidea (Tischeriidae)   |
|  |                                |

|  | Adeloidea (5 famiglie)       |
|  |                              |
|  | Andesianoidea (Andesianidae) |
|  |                              |

|  | Palaephatoidea (Palaephatidae) |
|  |                                |
|  | Tischerioidea (Tischeriidae)   |
|  |                                |

|  | Adeloidea (5 famiglie)       |
|  |                              |
|  | Andesianoidea (Andesianidae) |
|  |                              |

|  | Palaephatoidea (Palaephatidae) |
|  |                                |
|  | Tischerioidea (Tischeriidae)   |
|  |                                |

## Conservazione
Nessuna specie appartenente a questo genere è stata inserita nella Lista rossa IUCN.

### Pubblicazioni
- (PL) Becker, V. O., The taxonomic position of the Cecidosidae. Brèthes (Lepidoptera), in Polskie pismo entomologiczne. Seria B: Entomologia stosowana, vol. 47, Wrocław, Państowowe Wydawn. Naukowe, 1977,  pp. 79-86, ISSN 0554-6060 (WC · ACNP), OCLC 5453738.
- (EN) Braun, A. F., Pupal tracheation and imaginal venation in Microlepidoptera, in Transactions of the American Entomological Society, vol. 59, Philadelphia, 1933,  pp. 229-268, ISSN 2328-3815 (WC · ACNP), OCLC 874862115.
- (EN) Brock, J. P., A contribution towards an understanding of the morphology and phylogeny of the Ditrysian Lepidoptera (abstract), in Journal of Natural History, vol. 5, n. 1, Londra, Taylor & Francis, 1971,  pp. 29-102, DOI:10.1080/00222937100770031, ISSN 0022-2933 (WC · ACNP), LCCN 68007383, OCLC 363169739.
- (EN) Busck, A., On the classification of the Microlepidoptera, in Proceedings of the Entomological Society of Washington, vol. 16, n. 2, Washington, 16 giugno 1914,  pp. 46-54, ISSN 0013-8797 (WC · ACNP), LCCN 08018808, OCLC 630167895.
- (EN) Busck, A., On the female genitalia of the Microlepidoptera and their importance in the classification and determination of these moths, in Bulletin of the Brooklyn Entomological Society, vol. 26, Lancaster, Pa., 1931,  pp. 199-216, ISSN 1051-8940 (WC · ACNP), LCCN 90000415, OCLC 22146677.
- (EN) Common, I. F. B., Evolution and Classification of the Lepidoptera (abstract), in Annual Review of Entomology, vol. 20, Palo Alto, California, Entomological Society of America, gennaio 1975,  pp. 183-203, DOI:10.1146/annurev.en.20.010175.001151, ISSN 0066-4170 (WC · ACNP), LCCN 56005750, OCLC 1321134 (archiviato dall'url originale il 3 febbraio 2019).
- (EN) Davis, D. R., A revision of the moths of the subfamily Prodoxinae (Lepidoptera: Incurvariidae), in Bulletin - United States National Museum, vol. 255, Washington, Smithsonian Institution, 1967,  pp. 1-170, LCCN 67061144, OCLC 521875.
- (EN) Davis, D. R., Systematics and zoogeography of the family Neopseustidae with the proposal of a new superfamily (Lepidoptera, Neopseustoidea) (PDF), in Smithsonian Contributions to Zoology, vol. 210, Washington, D.C., Smithsonian Institution Press, 1975,  pp. 1-44, DOI:10.5479/si.00810282.210, ISSN 0081-0282 (WC · ACNP), LCCN 75619049, OCLC 1258187.
- (EN) Davis, D. R., A revision of the North American moths of the superfamily Eriocranioidea with the proposal of a new family, Acanthopteroctetidae (Lepidoptera) (PDF), in Smithsonian Contributions to Zoology, vol. 251, Washington, Smithsonian Institution Press, 1978,  pp. 131, 344 figs, DOI:10.5479/si.00810282.251, ISSN 0081-0282 (WC · ACNP), LCCN 77024967, OCLC 8653798.
- (EN) Davis, D. R., A New Family of Monotrysian Moths from Austral South America (Lepidoptera: Palaephatidae), with a Phylogenetic Review of the Monotrysia (PDF), in Smithsonian Contributions to Zoology, vol. 434, Washington D.C., Smithsonian Institution Press, 1986,  pp. iv, 202, DOI:10.5479/si.00810282.434, ISSN 0081-0282 (WC · ACNP), LCCN 85600307, OCLC 12974725.
- (EN) Davis, D. R., Generic revision of the Opostegidae, with a synoptic catalog of the world's species (Lepidoptera:Nepticuloidea) (PDF), in Smithsonian contributions to zoology, vol. 478, Washington, D.C., Smithsonian Institution Press, 1989,  pp. 1-97, DOI:10.5479/si.00810282.478, ISSN 0081-0282 (WC · ACNP), LCCN 89600066, OCLC 19589705.
- (EN) Davis, D. R., Neotropical Microlepidoptera XXIII. First report of the family Eriocottidae from the New World, with descriptions of new taxa, in Proceedings of the Entomological Society of Washington, vol. 92, Washington D.C., gennaio 1990,  pp. 1-35, ISSN 0013-8797 (WC · ACNP), LCCN 08018808, OCLC 630167895.
- (EN) Davis, D. R. and Gentili, P., Andesianidae, a new family of monotrysian moths (Lepidoptera:Andesianoidea) from austral South America (PDF), in Invertebrate Systematics, vol. 17, n. 1, Collingwood, Victoria, CSIRO Publishing, 24 marzo 2003,  pp. 15-26, DOI:10.1071/IS02006, ISSN 1445-5226 (WC · ACNP), OCLC 441542380.
- (EN) Davis, D. R. and Nielsen, E. S., Description of a new genus and two new species of Neopseustidae from South America, with discussion of phylogeny and biological observations (PDF), in Steenstrupia, vol. 6, n. 16, Copenaghen, Københavns universitet. Zoologisk museum, 1980,  pp. 253-289, ISSN 0375-2909 (WC · ACNP), LCCN 78641716, OCLC 186384799.
- (EN) Dugdale, J. S., Female Genital Configuration in the Classification of Lepidoptera (PDF), in New Zealand Journal of Zoology, vol. 1, n. 2, Wellington, 1974,  pp. 127-146, DOI:10.1080/03014223.1974.9517821, ISSN 1175-8821 (WC · ACNP), OCLC 60524666.
- (EN) Dyer, L. A.; Singer, M. S.; Lill, J. T.; Stireman, J. O.; Gentry, G. L.; Marquis, R. J.; Ricklefs, R. E.; Greeney, H. F.; Wagner, D. L.; Morais, H. C.; Diniz, I. R.; Kursar, T. A. & Coley, P.D., Host specificity of Lepidoptera in tropical and temperate forests (abstract), in Nature, vol. 448, n. 7154, Londra, Nature Publishing Group, 9 agosto 2007,  pp. 696-699, DOI:10.1038/nature05884, ISSN 0028-0836 (WC · ACNP), LCCN 12037118, OCLC 163611783, PMID 17687325.
- (EN) Forbes, W. T. M., The Lepidoptera of New York and neighboring states. Primitive forms Microlepidoptera, Pyraloids, Bombyces, in Memoirs of the Cornell University Agricultural Experiment Station, vol. 68, Ithaca, New York, Cornell University, giugno 1923,  pp. 1-792, DOI:10.5962/bhl.title.23875, ISSN 0096-7254 (WC · ACNP), OCLC 809328502.
- (ES) Gentili, P., Análisis de la distribución geográfica de Cossidae (Lepidoptera: Ditrysia) de la Patagonia andina (PDF), in Revista Chilena de Historia Natural, vol. 61, Santiago, Sociedad de Biología de Chile, 1988,  pp. 191-198, ISSN 0717-6317 (WC · ACNP), LCCN 2005209106, OCLC 54093357.
- (ES) Gentili, P., Revisión sistemática de los Cossidae (Lep.) de la Patagonia andina, in Revista de la Sociedad Entomologica Argentina, vol. 45, n. 1-4, Buenos Aires, 1989,  pp. 3-75, ISSN 0373-5680 (WC · ACNP), LCCN unk83087601, OCLC 67618817.
- (EN) Irwin, M. E. and Schlinger, E. I., A gazetteer for the 1966-1967 University of California-Universidad de Chile arthropod expedition to Chile and parts of Argentina, in Occasional papers of the California Academy of Sciences, vol. 144, San Francisco, 6 maggio 1986,  pp. 1-11, ISSN 0068-5461 (WC · ACNP), LCCN 17008543, OCLC 1359099.
- (EN) Knölke, S., Erlacher, S., Hausmann, A., Miller, M. A., Segerer, A. H., A procedure for combined genitalia dissection and DNA extraction in Lepidoptera (PDF), in Insect Systematics and Evolution, vol. 35, n. 4, Stenstrup, Danimarca e Leida, Paesi Bassi, Apollo Books e Brill, 2004,  pp. 401-409, DOI:10.1163/187631204788912463, ISSN 1399-560X (WC · ACNP), LCCN 00252879, OCLC 680826544 (archiviato dall'url originale il 20 ottobre 2016).
- (EN) Kozlov, M. V., Incurvariidae and Prodoxidae (Lepidoptera) from Siberia and the Russian Far East, with descriptions of two new species (abstract), in Entomologica Fennica, vol. 7, n. 2, 1996,  pp. 55-62, ISSN 0785-8760 (WC · ACNP), LCCN 91649454, OCLC 195584534.
- (EN) Kristensen, N. P., The Morphological and Functional Evolution of the Mouthparts in Adult Lepidoptera (abstract), in Opuscula Entomologica, vol. 33, Lund, Entomologiska sällskapet, 1968,  pp. 69-72, ISSN 0375-0205 (WC · ACNP), LCCN 70020995, OCLC 1761351.
- (EN) Kristensen, N. P., Studies on the morphology and systematics of primitive Lepidoptera (Insecta) (abstract), in Steenstrupia, vol. 10, n. 5, Copenaghen, Zoologisk Museum, 1984,  pp. 141-191, ISSN 0375-2909 (WC · ACNP), LCCN 78641716, OCLC 35420370.
- (EN) Kristensen, N. P., Morphology and phylogeny of the lowest Lepidoptera-Glossata: Recent progress and unforeseen problems (PDF), in Bulletin of the Sugadaira Montane Research Centre, vol. 11, University of Tsukuba, 1991,  pp. 105-106, ISSN 09136800 (WC · ACNP), OCLC 747190906.
- (EN) Kristensen, N. P. and Nielsen, E. S., A new subfamily of micropterigid moths from South America. A contribution to the morphology and phylogeny of the Micropterigidae, with a generic catalogue of the family (Lepidoptera: Zeugloptera), in Steenstrupia, vol. 5, n. 7, Copenaghen, Københavns universitet. Zoologisk museum, 1979,  pp. 69-147, ISSN 0375-2909 (WC · ACNP), LCCN 78641716, OCLC 863538079.
- (EN) Kristensen, N. P. and Nielsen, E. S., South American micropterigid moths: two new genera of the Sabatinca-group (Lepidoptera: Micropterigidae) (abstract), in Insect Systematics & Evolution, vol. 13, n. 4, Stenstrup, Danimarca e Leida, Paesi Bassi, Apollo Books e Brill, 1982,  pp. 513-529, DOI:10.1163/187631282X00318, ISSN 1399-560X (WC · ACNP), LCCN 00252879, OCLC 5672456968.
- (EN) Kristensen, N. P. and Nielsen, E. S., The Heterohathmia life history elucidated: immature stages contradict assignment to suborder Zeugloptera (Insecta, Lepidoptera) (abstract), in Zeitschrift für zoologische Systematik und Evolutionsforschung / Journal of zoological systematics and evolutionary research, vol. 21, n. 2, Berlino / Oxford, Wissenschafts-Verlag / Blackwell, giugno 1983,  pp. 101-124, DOI:10.1111/j.1439-0469.1983.tb00280.x, ISSN 0044-3808 (WC · ACNP), LCCN 67033427, OCLC 5154109886.
- (EN) Kristensen, N. P., Scoble, M. J. & Karsholt, O., Lepidoptera phylogeny and systematics: the state of inventorying moth and butterfly diversity (PDF), in Zootaxa, vol. 1668, Auckland, Nuova Zelanda, Magnolia Press, 21 dicembre 2007,  pp. 699-747, ISSN 1175-5326 (WC · ACNP), OCLC 838570989.
- (EN) Kyrki, J., Adult abdominal sternum II in ditrysian tineoid superfamities - morphology and phylogenetic significance (Lepidoptera) (abstract), in Annales entomologici Fennici / Suomen hyönteistieteellinen aikakauskirja, vol. 49, Helsinki, Suomen Hyönteistieteellinen Seura, 1983,  pp. 89-94, ISSN 0003-4428 (WC · ACNP), LCCN 91649455, OCLC 2734663.
- (EN) Liénard M. A., Strandh M., Hedenström E., Johansson, T. and Löfstedt1 C., Key biosynthetic gene subfamily recruited for pheromone production prior to the extensive radiation of Lepidoptera (PDF), in BMC Evolutionary Biology, vol. 8, BioMed Central, 2 ottobre 2008,  p. 270, DOI:10.1186/1471-2148-8-270, ISSN 1471-2148 (WC · ACNP), OCLC 805122240, PMC 2584044, PMID 18831750.
- (EN) Miller, S. E., Hodges, R. W., Primary types of microlepidoptera in the Museum of Comparative Zoology (with a discursion [sic] on V.T. Chambers’ work) (PDF), in Bulletin of the Museum of Comparative Zoology, vol. 152, n. 2, Cambridge, Massachusetts, Museum of Comparative Zoology, Harvard University, 1990,  pp. 45-87, ISSN 0027-4100 (WC · ACNP), OCLC 22356913.
- (EN) Mosher E., A Classification of the Lepidoptera Based on Characters of the Pupa, in Bulletin of the Illinois State Laboratory of Natural History, vol. 1912, n. 2, Urbana, Illinois, Illinois State Laboratory of Natural History, marzo 1916,  p. 62, DOI:10.5962/bhl.title.70830, ISSN 0073-5272 (WC · ACNP), LCCN 16027309, OCLC 2295354.
- (EN) Mutanen, M., Wahlberg, N. & Kaila, L., Comprehensive gene and taxon coverage elucidates radiation patterns in moths and butterflies (PDF), in Proceedings of the Royal Society (B), vol. 277, n. 1695, Londra, 5 maggio 2010,  pp. 2839-2848, DOI:10.1098/rspb.2010.0392, ISSN 1471-2954 (WC · ACNP), OCLC 421631836.
- (EN) Mutuura, A., Morphology of the Female Terminalia in Lepidoptera, and Its Taxonomic Significance (abstract), in Canadian Entomologist, vol. 104, n. 7, Ottawa, Entomological Society of Canada, luglio 1972,  pp. 1055-1071, DOI:10.4039/Ent1041055-7, ISSN 1918-3240 (WC · ACNP), OCLC 757322410.
- (EN) Nielsen, E. S., Primitive (non-ditrysian) Lepidoptera of the Andes: diversity, distribution, biology and phylogenetic relationships (PDF), in Journal of Research on the Lepidoptera, 1(suppl.), Arcadia, California, Lepidoptera Research Foundation, 1985,  pp. 1-16, ISSN 0022-4324 (WC · ACNP), LCCN 2010202002, OCLC 1754781 (archiviato dall'url originale il 2 aprile 2015).
- (EN) Nielsen, E. S. & Davis, D. R., The first southern hemisphere prodoxid and the phylogeny of the Incurvarioidea (Lepidoptera) (PDF), in Systematic Entomology, vol. 10, n. 3, Oxford, Blackwell Science, luglio 1985,  pp. 307-322, ISSN 0307-6970 (WC · ACNP), OCLC 4646400693.
- (EN) Nielsen, E. S. & Kristensen, N. P., The Australian moth family Lophocoronidae and the basal phylogeny of the Lepidoptera-Glossata (abstract), in Invertebrate Taxonomy, vol. 10, n. 6, Melbourne, CSIRO, 1996,  pp. 1199-1302, DOI:10.1071/IT9961199, ISSN 0818-0164 (WC · ACNP), LCCN 87644115, OCLC 842755705.
- (EN) Nieukerken, E. J. van, Kaila, L., Kitching, I. J., Kristensen, N. P., Lees, D. C., Minet, J., Mitter, C., Mutanen, M., Regier, J. C., Simonsen, T. J., Wahlberg, N., Yen, S.-H., Zahiri, R., Adamski, D., Baixeras, J., Bartsch, D., Bengtsson, B. Å., Brown, J. W., Bucheli, S. R., Davis, D. R., De Prins, J., De Prins, W., Epstein, M. E., Gentili-Poole, P., Gielis, C., Hättenschwiler, P., Hausmann, A., Holloway, J. D., Kallies, A., Karsholt, O., Kawahara, A. Y., Koster, S. (J. C.), Kozlov, M. V., Lafontaine, J. D., Lamas, G., Landry, J.-F., Lee, S., Nuss, M., Park, K.-T., Penz, C., Rota, J., Schintlmeister, A., Schmidt, B. C., Sohn, J.-C., Solis, M. A., Tarmann, G. M., Warren, A. D., Weller, S., Yakovlev, R. V., Zolotuhin, V. V., Zwick, A., Order Lepidoptera Linnaeus, 1758. In: Zhang, Z.-Q. (Ed.) Animal biodiversity: An outline of higher-level classification and survey of taxonomic richness (PDF), in Zootaxa, vol. 3148, Auckland, Nuova Zelanda, Magnolia Press, 23 dicembre 2011,  pp. 212-221, ISSN 1175-5334 (WC · ACNP), OCLC 971985940.
- (EN) Philpott, A., The maxillae in the Lepidoptera (PDF), in Transactions of the New Zealand Institute, vol. 57, Wellington, Royal Society of New Zealand, 22 febbraio 1927,  pp. 721-746, ISSN 1176-6158 (WC · ACNP), OCLC 84073801.
- (EN) Razowski, J., Phylogeny and Classification of Lepidoptera, in Acta Zoologica Cracoviensia, vol. 19, n. 1, Cracovia, Polska Akademia Nauk, Zakład Zoologii Systematycznej i Doświadczalnej, 31 gennaio 1974,  pp. 1-18, ISSN 0065-1710 (WC · ACNP), OCLC 1427289.
- (EN) Razowski, J. & Wojtusiak, J., Family-group taxa of the Adeloidea (Lepidoptera) (abstract), in Polskie Pismo Entomologiczne, vol. 48, Varsavia, Państwowe Wydawn. Naukowe, 1978,  pp. 3-18, ISSN 0032-3780 (WC · ACNP), LCCN 61042131, OCLC 1641554 (archiviato dall'url originale il 1º marzo 2014).
- (EN) Simonsen, T. J., Wing vestiture of the newly described monotrysian Lepidoptera family Andesianidae Davis and Gentili suggests affinity with the putative Tischerioidea–Ditrysia clade (Insecta: Lepidoptera) (abstract), in Studies on Neotropical Fauna and Environment, vol. 44, n. 2, Amsterdam, Taylor & Francis, 23 luglio 2009,  pp. 109-114, DOI:10.1080/01650520902956042, ISSN 0165-0521 (WC · ACNP), LCCN 76649230, OCLC 4655405514.
- (EN) Smith, E. L., Evolutionary morphology of external insect genitalia. 1. Origin and relationships to other appendages  (PDF) (abstract), in Annals of the Entomological Society of America, vol. 62, n. 5, College Park, Md., 15 settembre 1969,  pp. 1051-1079, ISSN 0013-8746 (WC · ACNP), LCCN 08018807, OCLC 5722264149 (archiviato dall'url originale il 27 luglio 2018).
- (RU, EN) Stekol'nikov, A. A., Functional Morphology of the Copulatory Apparatus in the Primitive Lepidoptera and General Evolutionary Trends in the Genitalia of the Lepidoptera, in Энтомологическое обозрение (Ėntomologičeskoe obozrenie = Entomological review), vol. 46, n. 3, Leningrado, Наука (Nauka), 1967,  pp. 400-409, ISSN 0367-1445 (WC · ACNP), OCLC 7619241.
- (EN) Wiegmann, B. M., Mitter, C., Regier, J. C., Friedlander, T. P., Wagner, D. M. & Nielsen, E. S., Nuclear genes resolve Mesozoic-aged divergences in the insect order Lepidoptera (abstract), in Molecular Phylogenetics and Evolution, vol. 15, n. 2, Orlando, Fla, Academic Press, maggio 2000,  pp. 242-259, DOI:10.1006/mpev.1999.0746, ISSN 1095-9513 (WC · ACNP), PMID 10837154, OCLC 36950039.
- (EN) Wojtusiak, J., A new type of scent organ in Lepidoptera: a giant thoracic pheromone-disseminating structure in a male incurvarioid moth (Lepidoptera, Adelidae) (abstract), in Journal of Natural History, vol. 33, n. 6, Londra, Taylor and Francis Journals, 1999,  pp. 819-824, DOI:10.1080/002229399300137, ISSN 0022-2933 (WC · ACNP), LCCN 68007383, OCLC 4901167308.
- (EN) Zagulajev, A. K., New and little known microlepidoptera (Lepidoptera: Incurvariidae, Tineidae, Psychidae, Alucitidae) of the fauna of the USSR, in Entomologicheskoe Obozrenie, vol. 71, n. 1, San Pietroburgo, Nauka, 1992,  pp. 105-120, ISSN 0367-1445 (WC · ACNP), LCCN 54045655, OCLC 2446733.

### Testi
- (EN) Barnes, W. and McDunnough, J., Check List of the Lepidoptera of Boreal America, Decatur, IIIinois, Herald Press, 1917,  p. 410, DOI:10.5962/bhl.title.10097, ISBN non esistente, OCLC 3715995.
- (EN) Capinera, J. L. (Ed.), Encyclopedia of Entomology, 4 voll., 2nd Ed., Dordrecht, Springer Science+Business Media B.V., 2008,  pp. lxiii + 4346, ISBN 978-1-4020-6242-1, LCCN 2008930112, OCLC 837039413.
- (EN) Chapman, R. F., The insects: structure and function, 4ª edizione, Cambridge, Cambridge University Press, 1998,  pp. xvii, 770, ISBN 0-521-57048-4, LCCN 97035219, OCLC 37682660.
- (EN) Common, I. F. B., Moths of Australia, Slater, E. (fotografie), Carlton, Victoria, Melbourne University Press, 1990,  pp. vi, 535, 32 con tavv. a colori, ISBN 9780522843262, LCCN 89048654, OCLC 220444217.
- (EN) Davis, D. R., Incurvarioidea, in Hodges, R. W. et al. (Eds) Check list of the Lepidoptera of America north of Mexico: including Greenland, Londra / Washington, D.C., E.W. Classey / Wedge Entomological Research Foundation, giugno 1983,  pp. xxiv + 284, ISBN 978-0860960164, OCLC 9748761.
- (EN) Grimaldi, D. A.; Engel, M. S., Evolution of the insects, Cambridge [U.K.]; New York, Cambridge University Press, maggio 2005,  pp. xv + 755, ISBN 978-0-521-82149-0, LCCN 2004054605, OCLC 56057971.
- (EN) Heppner, J. B. (Ed.), Heppner, J. B. & Davis, D. R. - Fasc. 14, Andesianidae, in Lepidopterorum catalogus : new series, vol. 1, Primitive Microlepidoptera (Micropterigoidea - Incuvarioidea), Leida; New York, E. J. Brill / Flora & Fauna Publications, 1989, ISBN 9780916846459, LCCN 88020258, OCLC 18163823.
- (EN) Hering, E. M., Biology of the Leaf Miners, s'-Gravenhage, W. Junk, 1951,  pp. iv + 420, ISBN 978-9401571982, LCCN 52001318, OCLC 1651676.
- (EN) Heslop, Ian Robert Penicuick, New bilingual Catalogue of the British Lepidoptera: A Classified and Indexed List of the Latin and English Names of Butterflies and Moths, with an Introduction and Explanatory Notes and Tables, Londra, Watkins & Doncaster, 1938,  p. 131, ISBN non esistente, OCLC 13747291.
- (EN) Kristensen, N. P. (Ed.), Handbuch der Zoologie / Handbook of Zoology, Band 4: Arthropoda - 2. Hälfte: Insecta - Lepidoptera, moths and butterflies, Kükenthal, W. (Ed.), Fischer, M. (Scientific Ed.), Teilband/Part 35: Volume 1: Evolution, systematics, and biogeography, ristampa 2013, Berlino, New York, Walter de Gruyter, 1999  [1998],  pp. x, 491, ISBN 978-3-11-015704-8, OCLC 174380917.
- (EN) McDunnough, J., Check list of the Lepidoptera of Canada and the United States of America, Part 2, Microlepidoptera, collana Memoirs of the Southern California Academy of Sciences, vol. 2, n. 1, Los Angeles, Southern California Academy of Sciences, 1939,  p. 171, ISBN 978-1258534660, LCCN 39006358, OCLC 277328441.
- (EN) Needham, J. O., Frost, S. W. & Tothill, B., Leaf-mining Insects, Baltimora, The Williams & Wilkins Company, 1928,  pp. viii, 351, DOI:10.5962/bhl.title.6488, ISBN non esistente, LCCN 28013104, OCLC 1533611.
- (EN, FR) Nielsen, E. S., The monotrysian heteroneuran phylogeny puzzle: a possible solution (Lepidoptera), in Societas Europaea Lepidopterologica (a cura di), Proceedings of the 3rd Congress of European Lepidopterology, Cambridge, 1982, Karlsruhe, 1985,  p. 211, ISBN non esistente, LCCN 86201647, OCLC 17508888.
- (EN) Nielsen, E. S., Robinson, G. S. & Lyneborg, L., Ghost moths of southern South America (Lepidoptera: Hepialidae), collana Entomonograph, Vol. 4, Copenaghen, Scandinavian Science Press, 1983,  p. 192, ISBN 9788787491099, OCLC 10836962.
- (EN) Peterson, A., Larvae of Insects: An Introduction to Nearctic Species Part I: Lepidoptera and Plant Infesting Hymenoptera, Columbus, Ohio, Edwards Brothers, Inc., gennaio 1960,  p. 315, ISBN non esistente, LCCN 57023507, OCLC 70495898.
- (PL) Razowski, J., Motyle (Lepidoptera) polski 3. Heteroneura, Adeloidea, collana Monografie Fauny Polski, vol. 8, Warszawa ; Kraków, Państwowe Wydawnictwo Naukowe, 1978,  pp. 137, 11 pls, ISBN non esistente, LCCN 74231771, OCLC 749772251.
- (EN) Scoble, M. J., The Lepidoptera: Form, Function and Diversity, seconda edizione, London, Oxford University Press & Natural History Museum, 2011  [1992],  pp. xi, 404, ISBN 978-0-19-854952-9, LCCN 92004297, OCLC 25282932.
- (EN) Stehr, F. W. (Ed.), Immature Insects, 2 volumi, seconda edizione, Dubuque, Iowa, Kendall/Hunt Pub. Co., 1991  [1987],  pp. ix, 754, ISBN 9780840337023, LCCN 85081922, OCLC 13784377.
- (EN) Wiegmann, B. M., The earliest radiation of the Lepidoptera: Evidence from 18S rDNA, College Park, Ph. D. thesis, University of Maryland, 1994,  pp. ix, 230, OCLC 34061109.